# الطب الصيني

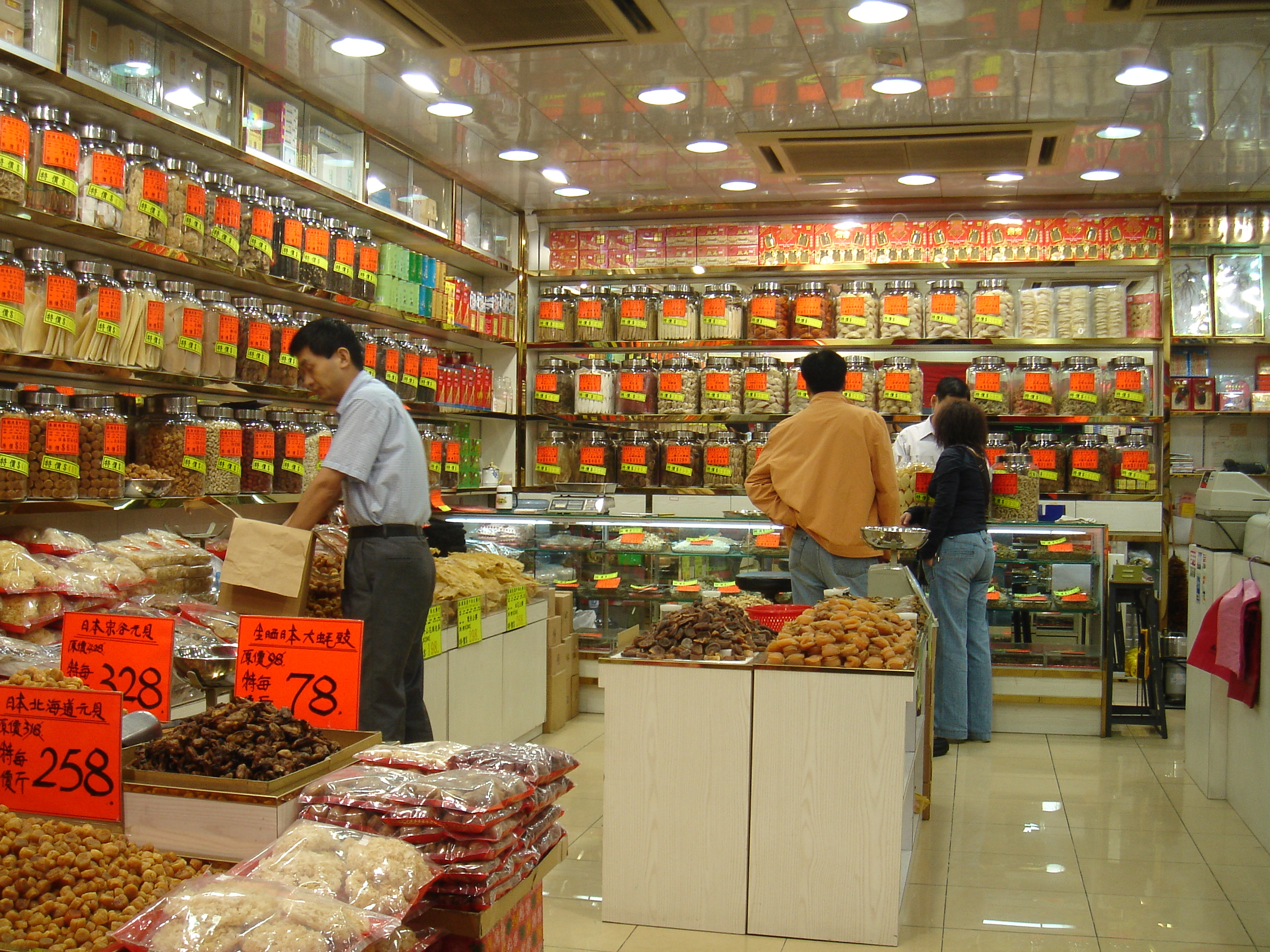
محل للطب الصيني بمدينة هونغ كونغ

الطب الصيني التقليدي (Traditional Chinese medicine) (TCM) هو فرع من فروع الطب التقليدي في الصين. وقد وُصِف بأنه «محفوف بالعلوم الزائفة»، وأن غالبية علاجاته ليس لها آلية منطقية للتأثير.
يقال أن الطب الصيني التقليدي يستند إلى خلاصة وافية من المواد الطبية (Compendium of Materia Medica) وهوانغدي نيجينغ (Huangdi Neijing). تشمل الممارسة أشكالًا مختلفة من الطب العشبي، والوخز بالإبر، والعلاج بالحجامة، والغوا شا (Gua sha)، والتدليك (tui na)، وتجبير العظام (Die-Da)، والتمارين (qigong)، والعلاج الغذائي. يستخدم الطب الصيني التقليدي على نطاق واسع في جنوب شرق آسيا، حيث له تاريخ طويل. في وقت لاحق تمت ممارسته خارج الصين أيضاً. واحد من المبادئ الأساسية للطب الصيني التقليدي هو أن الطاقة الحيوية تشي (ch'i أو qi) تنتشر في الجسم من خلال قنوات تسمى خطوط الطول (meridians) وجود فروع متصلة الأجهزة وظائف الجسم. مفهوم الطاقة الحيوية علمٌ زائف. تعكس مفاهيم الجسم والمرض المستخدمة في الطب الصيني التقليدي أصوله القديمة وتأكيده على العمليات الديناميكية على البنية المادية، على غرار النظرية الخلطية لليونان القديمة وروما القديمة.

## نقد
لا يوجد دليل علمي على المفاهيم الصينية التقليدية مثل تشي وخطوط الطول ونقاط الوخز بالإبر. نظرية وممارسة الطب الصيني التقليدي لا تستندان إلى المعرفة العلمية، وهناك خلاف بين ممارسي الطب الصيني التقليدي حول التشخيص والعلاج الذي يجب استخدامه لأي شخص معين. لا تزال فعالية طب الأعشاب الصيني موضع بحث ودعم ضعيف، ومعظم علاجاته ليس لها آلية منطقية للتأثير. هناك مخاوف بشأن عدد من النباتات والأجزاء الحيوانية والمركبات المعدنية الصينية التي يحتمل أن تكون سامة،  بالإضافة إلى تسهيل المرض. يعد استخدام الحيوانات المتزاحمة والناشئة في المزارع المستخدمة في الطب الصيني التقليدي مصدرًا للعديد من الأمراض الحيوانية المنشأ القاتلة (zoonotic diseases). قد تكون عدوى COVID-19 المحتملة من الخفافيش نشأت بين الأشخاص الذين يعالجون جثث الخفافيش وذرقها لأهداف تتعلق بالطب الصيني التقليدي.
توجد مخاوف إضافية بشأن التجارة غير المشروعة ونقل الأنواع المهددة بالانقراض بما في ذلك وحيد القرن والنمور، ورفاهية الحيوانات المستزرعة بشكل خاص بما في ذلك الدببة. وجدت مراجعة لبحوث جدوى التكلفة للطب الصيني التقليدي أن الدراسات لديها مستويات منخفضة من الأدلة ، مع عدم وجود نتائج مفيدة. استكشفت الأبحاث الصيدلانية إمكانية إنشاء عقاقير جديدة من العلاجات التقليدية، مع القليل من النتائج الناجحة. يقترح المؤيدون أن البحث قد أغفلت حتى الآن السمات الرئيسية لفن الطب الصيني التقليدي، مثل التفاعلات غير المعروفة بين المكونات المختلفة والأنظمة البيولوجية التفاعلية المعقدة. وصفت مقالة افتتاحية في مجلة Nature الطب الصيني التقليدي بأنه «محفوف بالعلوم الزائفة»، وقالت إن السبب الأكثر وضوحًا لعدم تقديم العديد من العلاجات هو أن غالبية علاجاتها ليس لها آلية منطقية للتأثير. واحد من المبادئ الأساسية للTCM هو أن الطاقة الحيوية للجسم أو تشي (ch'i أو qi) تنتشر من خلال قنوات تسمى خطوط الطول وجود فروع متصلة الأجهزة وظائف الجسم. مفهوم الطاقة الحيوية علمٌ زائف. تعكس مفاهيم الجسم والمرض المستخدمة في الطب الصيني التقليدي أصوله القديمة وتأكيده على العمليات الديناميكية على التركيب المادي، على غرار النظرية الخلطية المتوسطية.

## التاريخ

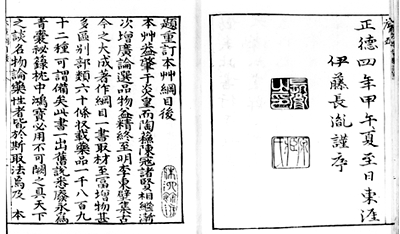
الخلاصة الوافية للمواد الطبية هو نص صيدلاني كتبه لي شيزين (1518-1593 م) خلال عهد أسرة مينج في الصين. نُشرت هذه الطبعة عام 1593.

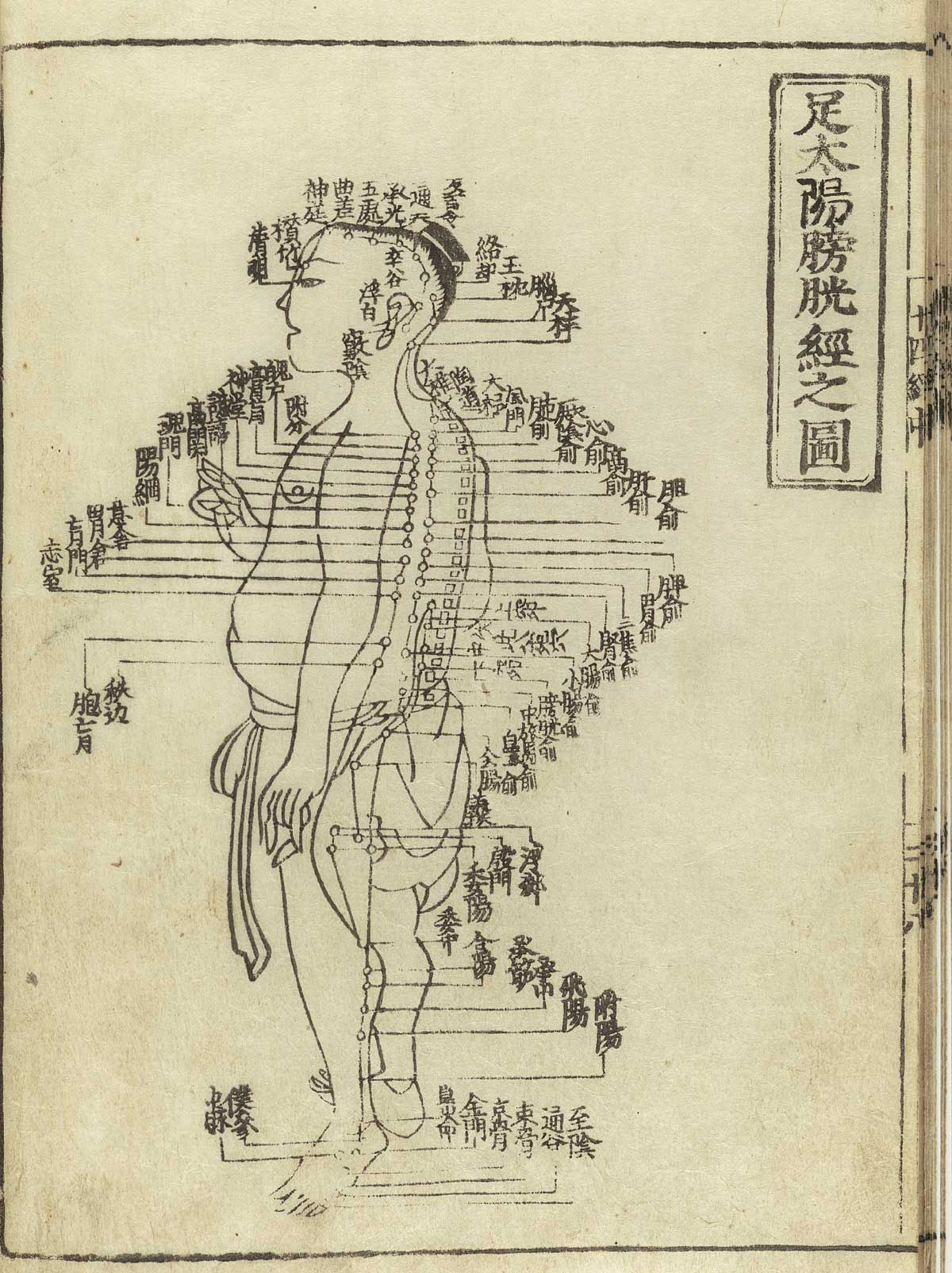
مخطط الوخز بالإبر من هوا شو (أربعينات القرن الخامس عشر، عصر سلالة يوان)هذه الصورة من Shi si jing fa hui (تعبير عن خطوط الطول الأربعة عشر). (طوكيو: Suharaya Heisuke kanko ، Kyoho gan 1716).

يُستخدم الطب الصيني التقليدي على نطاق واسع في جنوب شرق آسيا،  حيث له تاريخ طويل. مذاهب الطب الصيني متجذرة في كتب مثل كتاب "الشريعة الداخلية للإمبراطور الأصفر" (Yellow Emperor's Inner Canon) و " أطروحة الضرر البارد" (Treatise on Cold Damage)، وكذلك في المفاهيم الكونية مثل " يين -يانغ " ("yin–yang") والأطوار الخمسة (five phases). بدءًا من الخمسينيات من القرن الماضي، تم توحيد هذه المبادئ في جمهورية الصين الشعبية، بما في ذلك محاولات دمجها مع المفاهيم الحديثة للتشريح وعلم الأمراض. في الخمسينيات من القرن الماضي، روجت الحكومة الصينية لشكل منظم للطب الصيني التقليدي.

### سلالة شانغ
تعود آثار الأنشطة العلاجية في الصين إلى عهد أسرة شانغ (القرنان الرابع عشر والحادي عشر قبل الميلاد). على الرغم من أن أسرة شانغ لم يكن لديها مفهوم "الطب" على أنه مختلف عن المجالات الأخرى،  أشارت نقوشهم على العظام وصدفات السلاحف إلى الأمراض التي أصابت عائلة شانغ المالكة: اضطرابات العين، وآلام الأسنان، وانتفاخ البطن، وما إلى ذلك، والتي عادة ما تنسبها نخب شانغ إلى اللعنات التي أرسلها أسلافهم. لا يوجد حاليًا أي دليل على أن نخبة بلاط شانغ استخدموا العلاجات العشبية. وفقًا لنظرة عامة عام 2006، يعود تاريخ "توثيق المواد الطبية الصينية (CMM) ("Documentation of Chinese materia medica) إلى حوالي 1100 قبل الميلاد عندما تم وصف العشرات فقط من الأدوية لأول مرة. بحلول نهاية القرن السادس عشر، وصل عدد الأدوية الموثقة إلى ما يقرب من 1900. وبحلول نهاية القرن الماضي، وصلت السجلات المنشورة لـ CMM إلى 12800 دواء ".
قادت الإبر الحجرية والعظمية الموجودة في المقابر القديمة جوزيف نيدهام إلى التكهن بأن الوخز بالإبر ربما تم إجراؤه في عهد أسرة شانغ. ومع ذلك، فإن معظم المؤرخين يميزون الآن بين الوخز الطبي (أو الفَصد أو إخراج الدم) والوخز بالإبر بالمعنى الضيق لاستخدام الإبر المعدنية لمحاولة علاج الأمراض عن طريق تحفيز النقاط على طول قنوات الدورة الدموية («خطوط الطول») وفقًا للمعتقدات المتعلقة بـ تداول «تشي». يرجع أقدم دليل على الوخز بالإبر بهذا المعنى إلى القرن الثاني أو الأول قبل الميلاد.

### سلالة هان
تم تجميع كتاب "الشريعة الداخلية للإمبراطور الأصفر" (The Yellow Emperor's Inner Canon) (Huangdi Nei Jin) ، وهو أقدم عمل تم تلقيه من النظرية الطبية الصينية، خلال عهد أسرة هان حوالي القرن الأول قبل الميلاد على أساس نصوص أقصر من سلالات طبية مختلفة. كتب في شكل حوارات بين الإمبراطور الأصفر الأسطوري ووزرائه، ويقدم تفسيرات حول العلاقة بين البشر وبيئتهم والكون، حول محتويات الجسد، وحيوية الإنسان وعلم الأمراض، وأعراض المرض، وحول كيفية اتخاذ القرارات التشخيصية والعلاجية في ظل كل هذه العوامل. رفض الكتاب تأثير الأرواح واستخدام السحر، على عكس النصوص السابقة مثل («وصفات لاثنين وخمسين مرضاً») (Recipes for Two Fifty Ailments)، التي تم التنقيب عنها في السبعينيات في قبر تم ختمه عام 168 قبل الميلاد. كان أيضًا أحد الكتب الأولى التي تم فيها وضع المذاهب الكونية لـل «ين-يانغ» والأطوار الخمس في تركيب ناضج.
تم جمع الأطروحة حول اضطرابات أضرار البرد والأمراض المتنوعة (Shang Han Lun) (The Treatise on Cold Damage Disorders and Miscellaneous Illnesses) بواسطة Zhang Zhongjing ما بين 196 و 220 م. في نهاية عهد أسرة هان. بالتركيز على الوصفات الدوائية بدلاً من الوخز بالإبر،  كان أول عمل طبي يجمع بين ال «ين-يانغ» والأطوار الخمسة مع العلاج بالعقاقير. كان كتيب الوصفات هذا أيضا أبكر نص طبي عامي صيني يقوم بتجميع الأعراض في «أنماط» مفيدة سريريا (تشنغ證) يمكن أن تكون بمثابة أهداف للعلاج. بعد أن خضعت للعديد من التغييرات مع مرور الوقت، يتم تداول كتيب الوصفات الآن في كتابين متميزين: أطروحة عن اضطرابات الأضرار الباردة والوصفات الأساسية للنعش الذهبي (Essential Prescriptions of the Golden Casket)، والتي تم تحريرها بشكل منفصل في القرن الحادي عشر، في عهد أسرة سونغ.
كان يُدعى ال نان جينغ في الأصل «الإمبراطور الأصفر واحد وثمانين نان جينغ»، ويُشاع أن الكتاب من تأليف بيان كيو في عهد أسرة هان الشرقية. تم تجميع هذا الكتاب كتفسيرات مصاغة بشكل سؤال وجواب. تمت مناقشة ما مجموعه 81 سؤالا. لذلك، يطلق عليه أيضًا «واحد وثمانون نان». الأسئلة من واحد إلى اثنان وعشرون حول دراسة النبض، الأسئلة من ثلاثة وعشرين إلى تسعة وعشرين حول دراسة خطوط الطول، الأسئلة الثلاثين إلى السابعة والأربعين تتعلق بالأمراض الإسعافية، الأسئلة من ثمانية وأربعين إلى واحد وستين تتعلق بالأمراض الخطيرة، الأسئلة من اثنين وستين إلى ثمانية وستين تتعلق بنقاط الوخز بالإبر، والأسئلة من تسعة وستين إلى واحد وثمانين تتعلق بأساليب نقطة الإبرة.
يُنسب إلى الكتاب أنه طور مساره الخاص، بينما ورث أيضًا النظريات من هوانغدي نيجينغ. يتضمن المحتوى علم وظائف الأعضاء وعلم الأمراض والتشخيص ومحتويات العلاج ومناقشة أكثر أهمية وتحديدًا لتشخيص النبض. لقد أصبح أحد الكلاسيكيات الأربعة التي يتعلم منها ممارسو الطب الصيني وأثرت على التطور الطبي في الصين.
Shennong Ben Cao Jing هو أحد أقدم الكتب الطبية المكتوبة في الصين. كتب خلال عهد أسرة هان الشرقية بين عامي 200 و 250 م، كان جهدًا مشتركًا لممارسي الطب الصيني التقليدي في سلالات تشين وهان الذين لخصوا وجمعوا نتائج التجربة الدوائية خلال فتراتهم الزمنية. كان أول ملخص منهجي لطب الأعشاب الصيني. لعبت معظم النظريات الدوائية وقواعد التوافق ومبدأ «العواطف السبع والتناغم» دورًا كبيرًا في ممارسة الطب لآلاف السنين في الطب الصيني. لذلك، لطالما كان كتابًا مدرسيًا للأطباء والصيادلة لتعلم الصيدلة الصينية، وهو أيضًا أحد الكتب الضرورية للعاملين الطبيين في الصين. يمكن العثور على النص الكامل لـ Shennong Ben Cao Jing باللغة الإنجليزية على الإنترنت.

### ما بعد سلالة هان
في القرون التي تلت ذلك، حاولت عدةُ كتب أقصرُ تلخيصَ أو تنظيم محتويات كتاب Yellow Emperor's Inner Canon . حاول كتاب قانون المشاكل (The Canon of Problems) (ربما القرن الثاني الميلادي) التوفيق بين المذاهب المتباينة من Inner Canon وطور نظامًا طبيًا كاملًا يركز على العلاج بالإبرة. قانون AB للوخز بالإبر والكي (Zhenjiu jiayi jing 針灸甲乙經، جُمِع من قبل Huangfu Mi في وقت ما بين 256 و 282 م) مجموعةٌ متسقةٌ من المذاهب المتعلقة بالوخز بالإبر (يسمى الكتاب بالإنجليزية: The AB Canon of Acupuncture and Moxibustion) ؛ بينما قانون النبض (Canon of the Pulse (Maijing 脈脈經؛ حوالي 280) قدم نفسه على أنه «كتيب شامل للتشخيص والعلاج».
في عام 1950، ألقى الرئيس ماو تسي تونغ خطابًا لدعم الطب الصيني التقليدي (TCM) الذي تأثر بالضرورة السياسية. اعتقد ماو أنه يجب على الحزب الشيوعي الصيني الترويج للطب الصيني التقليدي، لكنه لم يؤمن شخصيًا بالطب الصيني التقليدي ولم يستخدمه. في عام 1952، قال رئيس الجمعية الطبية الصينية إن «هذا الطب الواحد، سيكون له أساس في العلوم الطبيعية الحديثة، وسوف يستوعب القديم والجديد، الصيني والأجنبي، جميع الإنجازات الطبية - وسيكون طب الصين الجديد!» 
ثم جاءت الثورة الثقافية (1966-1978). تأثر الطب الصيني التقليدي بشدة خلال هذه الفترة. كان تطور الطب التقليدي في الصين جزءًا من السعي وراء الهوية الوطنية خلال الثورة الثقافية. خلال هذه الفترة، قامت الحكومة الصينية باستثمارات كبيرة في الطب التقليدي لمحاولة تطوير رعاية طبية ميسورة التكلفة ومرافق صحية عامة. الحداثة والهوية الثقافية وإعادة البناء الاجتماعي والاقتصادي للصين هي الجوانب الرئيسية للثورة الثقافية. مقارنة بالماضي الاستعماري والإقطاعي، حاولت هذه الحركة جَعْل الصين جديدة وحديثة.
أنشأت الحكومة الصينية نظام رعاية صحية على مستوى القاعدة كخطوة في البحث عن هوية وطنية جديدة وتحاول تنشيط الطب التقليدي. خلال الثورة الثقافية وجهت وزارة الصحة الرعاية الصحية في جميع أنحاء الصين وأنشأت وحدات رعاية أولية. يتعلم الأطباء الصينيون المدربون في الطب الغربي أيضًا الطب التقليدي، بينما يتلقى المعالجون التقليديون تدريبات على الأساليب الحديثة، ويدمجون بشكل ديناميكي المفاهيم والطرق الطبية الحديثة، وينشطون بعض الجوانب المناسبة للطب التقليدي. لذلك، تم إعادة إنشاء الطب الصيني التقليدي استجابة للطب الغربي خلال الثورة الثقافية.
خلال الثورة الثقافية في عام 1968، دعم الحزب الشيوعي الصيني نظامًا جديدًا لتقديم الرعاية الصحية للمناطق الريفية. يتم تعيين طبيب حافي القدمين لكل قرية (طاقم طبي يتمتع بالمهارات الطبية الأساسية والمعرفة للتعامل مع الأمراض البسيطة) وهو مسؤول عن توفير الرعاية الطبية الأساسية. جمع الطاقم الطبي بين قيم الصين التقليدية والأساليب الحديثة لتقديم الرعاية الصحية والطبية للمزارعين الفقراء في المناطق الريفية النائية. أصبح الأطباء حفاة القدمين رمزًا للثورة الثقافية، لإدخال الطب الحديث إلى القرى حيث تم استخدام خدمات الطب الصيني التقليدي.

### هونج كونج
في بداية انفتاح هونغ كونغ، لم يكن الطب الغربي ذائع الصيت بعد، وكان أطباء الطب الغربيون في الغالب من الأجانب؛ اعتمد السكان المحليون في الغالب على ممارسي الطب الصيني. في عام 1841، أصدرت حكومة هونغ كونغ البريطانية إعلانًا تعهدت فيه بحكم سكان هونغ كونغ وفقًا لجميع الطقوس الأصلية والعادات وحقوق الملكية القانونية الخاصة. نظرًا لاستخدام الطب الصيني التقليدي دائمًا في الصين، لم يكن هناك أحكام تنظم استخدام الطب الصيني التقليدي.
كان إنشاء مستشفى تونغ واه في عام 1870 أول استخدام للطب الصيني للعلاج في المستشفيات الصينية التي تقدم خدمات طبية مجانية. مع بدء الترويج للطب الغربي من قبل الحكومة البريطانية منذ عام 1940،  بدأ الطب الغربي يحظى بشعبية بين سكان هونغ كونغ. في عام 1959، أجرت هونغ كونغ أبحاثًا حول استخدام الطب الصيني التقليدي ليحل محل الطب الغربي.

## الخلفية الفلسفية
الطب الصيني التقليدي (TCM) عبارة عن مجموعة واسعة من ممارسات الطب التي تشترك في المفاهيم الشائعة التي تم تطويرها في الصين وتستند إلى التقاليد الممتدة لأكثر من 2000 عام، بما في ذلك أشكال مختلفة من طب الأعشاب والوخز بالإبر والتدليك (tui na)، وممارسة (qigong)، والعلاج الغذائي. يتم استخدام الطب الصيني في المقام الأول كنهج تكميلي للطب البديل. يُستخدم الطب الصيني التقليدي على نطاق واسع في الصين ويستخدم أيضًا في الغرب. تستند فلسفتها إلى مبدأ "الين-يانغ" (Yinyangism) (أي مزيج من نظرية المراحل الخمس مع نظرية Yin-Yang)، والتي تم استيعابها لاحقًا من قبل الطاوية. أثرت النصوص الفلسفية على الطب الصيني التقليدي، في الغالب من خلال تأصلها في نفس نظريات تشي، يين يانغ و wuxing وتشبيهات العالم الكبير والعالم الصغير (microcosm-macrocosm analogies).

### ين ويانغ

رمز يين ويانغ لتحقيق التوازن. في الطب الصيني التقليدي ، يُعتقد أن الصحة الجيدة تتحقق من خلال توازنات مختلفة ، بما في ذلك التوازن بين الين واليانغ.

يين ويانغ مفاهيم صينية قديمة يمكن إرجاعها إلى عهد أسرة شانغ (1600-1100 قبل الميلاد). إنها تمثل جانبين مجردين ومتكاملين يمكن تقسيم كل ظاهرة في الكون إليهما. المقارنات الأولية لهذه الجوانب هي الجانب المواجه للشمس (يانغ) والجانب الظليل (ين) من التل. الماء والنار أيضاً من الرموز التمثيلية الشائعة الاستخدام للين ويانغ . في نظرية yin ang yang ، تم وضع سمات مفصلة فيما يتعلق بطابع الين أو اليانغ للأشياء:
| ظاهرة            | يين       | يانغ      |
| ---------------- | --------- | --------- |
| الأجرام السماوية | القمر     | شمس       |
| الجنس            | أنثى      | الذكر     |
| الموقع           | في الداخل | في الخارج |
| درجة الحرارة     | البرد     | الحار     |
| الاتجاه          | إلى أسفل  | صاعد      |
| درجة الرطوبة     | رطب / رطب | جاف       |

ينطبق مفهوم الين واليانغ أيضًا على جسم الإنسان؛ على سبيل المثال، الجزء العلوي من الجسم والظهر مخصصان ليانغ، بينما يعتقد أن الجزء السفلي من الجسم له طابع الين. يمتد توصيف الين واليانغ أيضًا إلى وظائف الجسم المختلفة، والأهم من ذلك - أعراض المرض (على سبيل المثال، يُفترض أن الإحساس بالبرد والحرارة من أعراض الين واليانغ، على التوالي). وبالتالي، يُنظر إلى الين واليانغ في الجسم على أنهما ظاهرتان يؤدي نقصهما (أو كثرة وفرتهما) إلى مجموعات أعراض مميزة:
- نقص يين (يُطلق عليه أيضًا «فراغ الحرارة»): الإحساس بالحرارة، والتعرق المحتمل في الليل، والأرق، والبلعوم الجاف، وجفاف الفم، والبول الداكن، والنبض «الناعم» والسريع.[42]
- نقص اليانغ («الفراغ البارد»): النفور من البرودة والأطراف الباردة، والبشرة البيضاء الساطعة، والإفراغ الطويل للبول الصافي، والإسهال، واللسان الشاحب والمتضخم، والنبض الضعيف والبطيء والناعم.[41]

يحدد الطب الصيني التقليدي أيضًا الأدوية التي يُعتقد أنها تعالج مجموعات الأعراض المحددة، أي لتعزيز الين واليانغ.
| الظاهرة      | الخشب         | النار                             | الأرض                 | المعدن                    | الماء                   |
| ------------ | ------------- | --------------------------------- | --------------------- | ------------------------- | ----------------------- |
| الاتجاه      | الشرق         | الجنوب                            | المركز                | الغرب                     | الشمال                  |
| اللون        | أخضر / بنفسجي | أحمر أرجواني                      | أصفر / وردي           | أبيض                      | أسود                    |
| المناخ       | ريح           | الحرارة                           | رطب                   | جفاف                      | البرد                   |
| الطعم        | حامض          | مرارة - مر                        | حلو                   | لاذع                      | مالح                    |
| عضو زانغ     | الكبد         | القلب                             | الطحال                | الرئة                     | الكلى                   |
| عضو فو       | المرارة       | الأمعاء الدقيقة                   | المعدة                | الأمعاء الغليظة           | المثانة                 |
| جهاز الإحساس | العين         | اللسان                            | الفم                  | الأنف                     | الآذان                  |
| الجزء الوجهي | فوق جسر الأنف | بين العينين، الجزء السفلي         | جسر الأنف             | بين العينين، الجزء الأوسط | الخدين (تحت عظم الوجنة) |
| الجزء العيني | القزحية       | الزاوية الداخلية / الخارجية للعين | الغطاء العلوي والسفلي | الصلبة العينية            | الحدقة                  |

تم تحديد قواعد صارمة لتطبيقها على العلاقات بين الأطوار الخمس من حيث التسلسل، والتأثير على بعضها البعض، والتأثير المضاد، إلخ. تشكل كل هذه الجوانب لنظرية الأطوار الخمسة أساس مفهوم zàng-fǔ ، وبالتالي يكون لها تأثير كبير فيما يتعلق بنموذج الطب الصيني التقليدي للجسم. يتم تطبيق نظرية الأطوار الخمسة أيضًا في التشخيص والعلاج.
تاريخياً، لم تشاهد العلاقة بين الجسم والكون فقط من حيث العناصر الخمسة، بل أيضاً من حيث الأرقام العظيمة (Great Numbers")(大數، dà shū")  على سبيل المثال، كان عدد نقاط acu في بعض الأحيان يُنظر إليه على أنه 365، وهو ما يتوافق مع عدد الأيام في السنة؛ وعدد خطوط الطول الرئيسية –12 – قد تم اعتباره مطابقًا لعدد الأنهار المتدفقة عبر الإمبراطورية الصينية القديمة.

## نموذج الجسد والعلم الزائف

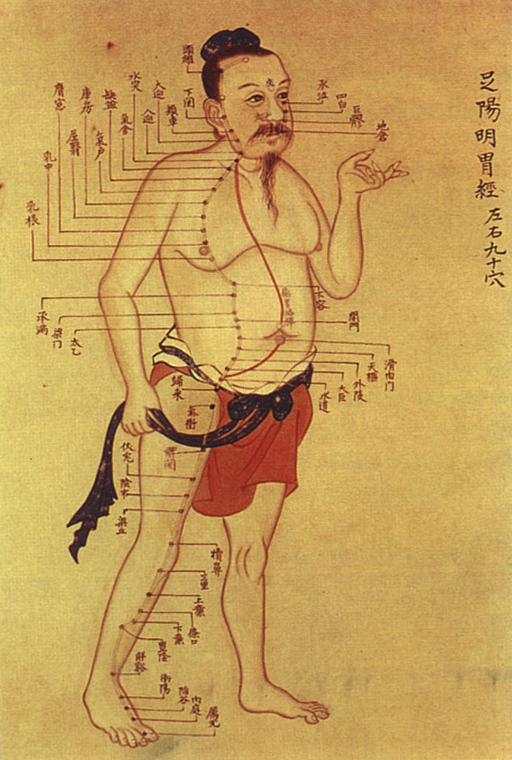
مخطط طبي صيني قديم لخطوط الطول الوخز بالإبر

يقول الطب الصيني التقليدي «إن الطاقة الحيوية للجسم (تشي) (chi أو qi) تنتشر عبر قنوات تسمى خطوط الطول ، والتي لها فروع متصلة بأعضاء ووظائف الجسم.»  لا تهتم نظرتها لجسم الإنسان إلا بشكل هامشي بالتركيبات التشريحية، ولكنها تركز بشكل أساسي على وظائف الجسم  (مثل الهضم، والتنفس، والحفاظ على درجة الحرارة، إلخ.):
يتم تجميع هذه الوظائف ثم ربطها بكيان وظيفي أساسي - على سبيل المثال، يُنظر إلى تغذية الأنسجة والحفاظ على رطوبتها على أنها وظائف متصلة، والكيان المفترض أن يكون مسؤولاً عن هذه الوظائف هو xuě (الدم). وبالتالي، فإن هذه الكيانات الوظيفية تشكل مفاهيم وليس شيئًا له خصائص كيميائية حيوية أو تشريحية.
الكيانات الوظيفية الأساسية التي يستخدمها الطب الصيني التقليدي هي qì و xuě والأعضاء الخمسة zàng والأعضاء الستة fǔ وخطوط الطول التي تمتد عبر أنظمة الأعضاء. هذه كلها مترابطة نظريًا: يتم إقران كل عضو من أعضاء zàng بعضو fǔ ، الذي يتغذى من الدم ويركز qi لوظيفة معينة، مع خطوط الطول التي تكون امتدادًا لتلك الأنظمة الوظيفية في جميع أنحاء الجسم.
مفاهيم الجسم والمرض المستخدمة في الطب الصيني التقليدي هي مفاهيم علمية زائفة، مماثلة لنظرية الخلط المتوسطية. يتميز الطب الصيني التقليدي بأنه مليء بالعلوم الزائفة. لم يعد بعض الممارسين يفكرون في الين واليانغ وفكرة تدفق الطاقة في ممارستهم. لم يعثر البحث العلمي على أي دليل نسيجي أو فسيولوجي للمفاهيم الصينية التقليدية مثل تشي وخطوط الطول ونقاط الوخز بالإبر. المعتقدات السائدة في مجتمع الوخز بالإبر أن نقاط الوخز بالإبر وهياكل خطوط الطول هي قنوات خاصة للإشارات الكهربائية ولكن لم يثبت أي بحث أي بنية تشريحية متسقة أو وظيفة لأي من نقاط الوخز بالإبر أو خطوط الطول. الدليل العلمي للوجود التشريحي لخطوط الطول أو نقاط الوخز بالإبر ليس مقنعًا. كتب ستيفن باريت من Quackwatch أن «نظرية وممارسة الطب الصيني التقليدي لا تستند إلى مجموعة المعارف المتعلقة بالصحة والمرض والرعاية الصحية التي تم قبولها على نطاق واسع من قبل المجتمع العلمي. يختلف ممارسو الطب الصيني التقليدي فيما بينهم حول كيفية تشخيص المرضى والعلاجات التي يجب أن تتماشى مع التشخيصات. حتى لو تمكنا من الاتفاق، فإن نظريات الطب الصيني التقليدي غامضة لدرجة أنه لا يوجد قدر من الدراسة العلمية سيمكن الطب الصيني التقليدي من تقديم رعاية عقلانية».
لقد كان الطب الصيني التقليدي موضوع جدل داخل الصين. في عام 2006، أثار الباحث الصيني Zhang Gongyao نقاشًا وطنيًا عندما نشر مقالًا بعنوان «وداعًا للطب الصيني التقليدي»، مجادلًا بأن الطب الصيني التقليدي كان علمًا زائفًا يجب إلغاؤه في الرعاية الصحية العامة والأوساط الأكاديمية. ومع ذلك، فإن الحكومة الصينية، المهتمة بفرص عائدات التصدير، اتخذت موقفًا مفاده أن الطب الصيني التقليدي هو علم وواصلت تشجيع تطويره.

### تشى
يميز الطب الصيني التقليدي أنواعًا عديدة من تشي (气؛氣؛). بشكل عام، qi هو شيء محدد بخمس «وظائف أساسية»:
1. التشغيل (推动؛推動؛ tuīdòng) - لجميع العمليات الفيزيائية في الجسم، وخاصة دوران جميع سوائل الجسم مثل الدم في أوعيته. وهذا يشمل تشغيل وظائف أعضاء وخطوط الطول zang-fu.
2. الاحترار (温煦؛溫煦؛ wēnxù) - الجسم ، وخاصة الأطراف.
3. الدفاع (防御؛ fángyù) - ضد العوامل المسببة للأمراض الخارجية
4. الاحتواء (固摄؛固 攝؛ gùshè) - سوائل الجسم ، أي الحفاظ على الدم والعرق والبول والسائل المنوي وما إلى ذلك من التسرب أو الانبعاث المفرط.
5. التحويل (气化؛氣化؛ qìhuà) - من الطعام والشراب إلى qi و xue (الدم) و jinye («السوائل») و / أو تحويل كل هذه الأخيرة إلى بعضها البعض.

يتسم نقص تشى بشكل خاص بشحوب البشرة ، وفتور الروح ، ونقص القوة ، والتعرق العفوي ، وكسل الكلام ، وعدم هضم الطعام ، وضيق التنفس (خاصة عند المجهود)، واللسان الشاحب والمتضخم.
يُعتقد أن Qi تتولد جزئيًا من الطعام والشراب وجزئيًا من الهواء (عن طريق التنفس). جزء كبير آخر منه موروث من الوالدين وسيستهلك خلال الحياة.
يستخدم الطب الصيني التقليدي مصطلحات خاصة للجريان داخل الأوعية الدموية و qi الذي يتم توزيعه في الجلد والعضلات والأنسجة فيما بينها. الأول يسمى (yíng-qì (营气 ؛ وظيفتها هي تكميل ال xuè ، ولطبيعتها جانب قوي من yin (على الرغم من أن qi بشكل عام تعتبر yang). هذا الأخير يسمى (weì-qì, 卫气)؛ وظيفته الرئيسية هي الدفاع ولها طبيعة اليانغ بشكل واضح.
يقال أن Qi تنتشر في خطوط الطول. يعتبر qi التي يحملها كل عضو من أعضاء zang-fu جزءًا من qi «الرئيسي» (元气؛元氣؛)  للجسم (يُسمى أيضًا真气؛真氣؛ zhēn qì ، الحقيقي qi ، أو原气؛原 氣؛ yuán qì، الأصليqi).

### شْوي
على عكس غالبية الكيانات الوظيفية الأخرى ، فإن (xuè (血، «دم») بشكل مادي - السائل الأحمر الذي يجري في الأوعية الدموية. ومع ذلك ، يتم تحديد مفهومه من خلال وظائفه: تغذية جميع أجزاء وأنسجة الجسم ، والحفاظ على درجة مناسبة من الرطوبة ، والحفاظ على الوعي والنوم وتهدئتهما.
الأعراض النموذجية لنقص xuě (تسمى عادة «فراغ الدم» [血虚؛ xuě xū ]) توصف على النحو التالي: بشرة بيضاء شاحبة أو صفراء ، دوار ، رؤية زهرية ، خفقان ، أرق ، خدر في الأطراف ؛ لسان شاحب، ونبض «جيد».

### جينيه
(津液، jīnyèعادةً ما تُترجم على أنها «سوائل الجسم»)، ترتبط ارتباطًا وثيقًا بـ xuě ، فهي تعتبر من الين في الطبيعة ، ويتم تعريفها أولاً وقبل كل شيء بوظائف تغذية وترطيب الهياكل المختلفة للجسم. وظائفهم الأخرى هي التنسيق بين الين واليانغ ، والمساعدة في إفراز منتجات النفايات.
يتم استخراج Jīnyè في نهاية المطاف من الطعام والشراب ، ويشكل المادة الخام لإنتاج xuě ؛ على العكس من ذلك ، يمكن أيضًا تحويل xuě إلى jīnyè. جميع مظاهرها الملموسة هي سوائل الجسم: الدموع، البلغم، اللعاب، حمض المعدة، سائل المفاصل، العرق، البول، إلخ.

### زانغ فو
تشكل (zàng-fǔ ,脏腑؛臟腑) الجزء المركزي في تنظيم الطب الصيني التقليدي لوظائف الجسم. ومع ذلك ، فهي تحمل أسماء الأعضاء ، لكنها مرتبطة بشكل ثانوي بالافتراضات التشريحية (البدائية) (fǔ أكثر قليلاً ، و zàng أقل بكثير). نظرًا لتعريفها بشكل أساسي بوظائفها ،  فهي ليست مكافئة للأعضاء التشريحية - لتسليط الضوء على هذه الحقيقة ، عادةً ما يتم كتابة أسمائها بأحرف كبيرة.
المصطلح (zàng (臟 يشير إلى الكيانات الخمسة التي تعتبر ين في الطبيعة - القلب ، الكبد ، الطحال ، الرئة ، الكلى - ، بينما (fǔ (腑 يشير إلى أعضاء يانغ الستة - الأمعاء الدقيقة ، الأمعاء الغليظة ، المرارة ، المثانة البولية ، المعدة و Sānjiaō .
تتكون وظائف zàng الأساسية في إنتاج وتخزين qi و xuě ؛ يقال أنها تنظم الهضم ، والتنفس ، واستقلاب الماء ، والجهاز العضلي الهيكلي ، والجلد ، والحواس ، والشيخوخة ، والعمليات العاطفية ، والنشاط العقلي ، من بين البنى والعمليات الأخرى. الغرض الرئيسي من أجهزة fǔ هو مجرد نقل وهضم (傳化؛ chuán-huà)  المواد مثل النفايات والطعام.
نظرًا لأن مفهومهم قد تم تطويره على أساس فلسفة Wǔ Xíng ، يتم إقران كل zàng مع fǔ ، ويتم تعيين كل زوج zàng-fǔ لواحدة من الصفات الأساسية الخمس (أي العناصر الخمسة أو خمس مراحل). تم تحديد هذه المراسلات على النحو التالي:
- النار (火) = القلب (心, xīn) والأمعاء الدقيقة (小腸, xiaǒcháng) (و بشكل ثانوي: Sānjiaō ,三焦، «الحارق الثلاثي» ] والتامور [pericardium [心包,xīnbaò])
- الأرض (土) = الطحال (脾,pí) والمعدة (weì,胃)
- معدن (金) = الرئة (feì,肺) والأمعاء صينية (dàcháng , 大腸)
- الماء (水) = الكلى (腎,shèn) والمثانة (膀胱, pángguāng)
- خشب (木) = الكبد (gān,肝) والمرارة (膽,dān)

ترتبط zàng-fǔ أيضًا بخطوط الطول الإثني عشر القياسية - كل خط زوال يانغ مرتبط بعضو fǔ ، وخمسة من خطوط الطول yin متصلة ب zàng. نظرًا لوجود خمسة خطوط zàng فقط ولكن ستة يين ، يتم نَسْب السادس إلى التامور (Pericardium) وهو الغلاف المحيط بالقلب ، وهو كيان غريب يشبه تقريبًا zàng القلب.

### جينغ لو

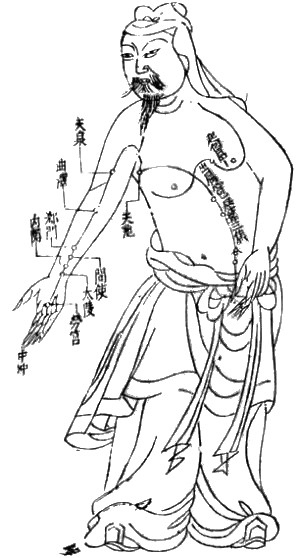
مخطط الوخز بالإبر من سلالة مينغ (1368–1644)

خطوط الطول (经络، jīng-luò) هي قنوات تعمل من zàng-fǔ في بطن الجسم (里، lǐ) إلى الأطراف والمفاصل («السطح» [表، biaǒ ])، وتنقل qi و xuĕ. يحدد الطب الصيني التقليدي 12 خط طول «عادي» و 8 «غير عادية»؛  المصطلحات الصينية هي (十二经脉, shí-èr jīngmài ، وتعني حرفياً«الأوعية الإثني عشر») و (奇经八脉, qí jīng bā mài) على التوالي. هناك أيضًا عدد من القنوات الأقل شيوعًا المتفرعة من خطوط الطول «العادية».

## الجنس في الطب التقليدي
في اللقاءات السريرية التقليدية ، عومل الرجال والنساء بشكل مختلف. عاش الطبيب الصيني تشنغ ماوكسيان ، المولود عام 1581، ومارس الطب في يانغتشو في 1610 و 1620. لقد حرص على كتابة دراسات حالة عن تفاعلاته مع مرضاه وأمراضهم وكذلك الأدوية الموصوفة لهم. عالج الأطباء مثل Maoxian الرجال وكذلك النساء ، ومع ذلك وصف Cheng كل دراسة حالة بالإشارة إلى الهياكل الاجتماعية المعاصرة.
في المواجهات بين النساء المريضات وأطبائهن الذكور ، غالبًا ما كانت النساء خجولات بشأن مشكلاتهن وكثيراً ما جعلت عمل الطبيب أكثر صعوبة من خلال إخفاء بعض الأعراض. حتى لو اعترفوا بكل أعراضهم ، فإن الأطباء ، مثل تشينغ ، سيعتبرون أن غالبية المرض مرتبط ببعض المشاكل المتعلقة بالجهاز التناسلي للمرأة أو الدورة.إحدى القصص التي ناقشها تشينغ في دراسات الحالة الخاصة به هي قصة ابنة فان جيسو المراهقة ، التي لم يتم تشخيصها لأنها كانت غير مستعدة للتحدث عن أعراضها. في هذه الحالة بالذات ، اشتمل المرض على إفرازات من مناطقها الحميمة. أصرت تشنغ على سؤالها أكثر عن مرضها وأصبح حياء المريض عقبة محبطة.
عندما تمرض امرأة ، كان على الرجل البالغ المناسب الاتصال بالطبيب والبقاء حاضرا أثناء الفحص ، لأنه لا يمكن ترك المرأة وحدها مع الطبيب. ومع ذلك ، لم يكن هذا هو الحال دائما. وفي حالات خاصة ، عندما تتعامل المرأة مع مضاعفات الحمل أو الولادة ، تشارك المسنات وتتولى دور السلطة الرسمية. لن يكون لدى الرجال في هذه المواقف قوة كبيرة للتدخل.
ومع ذلك ، عندما تكون زيارة الطبيب ضرورية للغاية ، كان من الضروري أحيانًا كسر القواعد. لفحص المريض بشكل صحيح ، واجه الأطباء مهمة تجاوز معيار حياء الإناث. كما يصف تشينج ، كانت هناك أربع طرق قياسية للتشخيص - النظر والسؤال والاستماع والشم واللمس (لأخذ النبض). للحفاظ على شكل من أشكال التواضع ، غالبًا ما تبقى النساء مختبئات خلف الستائر . سُمح للطبيب بلمس ما يكفي من جسدها لاستكمال فحصه ، وغالبًا ما يكون مجرد أخذ النبض. سيؤدي ذلك إلى حالات لا تتفق فيها الأعراض وتشخيص الطبيب وسيتعين على الطبيب أن يطلب رؤية المزيد من جسد المريض.

### يين يانغ والجنس
كان من المفترض أن يؤثر الجنس على حركة الطاقة ومن المتوقع أن يقرأ الطبيب المدرب جيدًا النبض ويجب أن يكون قادرًا على تحديد عشرين أو أكثر من تدفقات الطاقة. تم تطبيق مفاهيم يين ويانغ على الجوانب الأنثوية والمذكرة لجميع الأجسام بشكل عام ، مما يعني أن الاختلافات بين الرجال والنساء تبدأ في الطبيعة عند مستوى تدفق الطاقة هذا. وفقًا لكتابات Bequeathed ل Chu ، فإن حركة نبض اليانغ لدى الذكر تتبع مسارًا تصاعديًا «وفقًا [للاتجاه الكوني] بحيث يتم الشعور بدورة الدورة الدموية في الجسم والبوابة الحيوية. . . تتبع حركة نبضات الين عند الأنثى مسارًا دفاعيًا ضد اتجاه التأثيرات الكونية ، بحيث يحس بالحضيض وبوابة الحياة عند موضع البوصة من اليد اليسرى». باختصار ، حدد الطب الكلاسيكي الين واليانغ على أنهما مرتفعان ومنخفضان على أجسادهما والتي بدورها سيتم تصنيفها على أنها طبيعية أو غير طبيعية وتم تصنيفها على أنها إما ذكر أو أنثى.

## نساء
إن عملية تشخيص النساء لم تكن بسيطة مثل تشخيص الرجال في الطب الصيني التقليدي. كان هذا لعدة أسباب: أولاً ، كان من المتوقع أن يتم استدعاء المساعدة الطبية للنساء المريضات من قبل الرجال، وأن يتم العلاج تحت إشرافهم. ثم يناقش الطبيب الزائر مشاكل الأنثى وتشخيصها من خلال الذكر. ثانيًا ، غالبًا ما كانت النساء صامتات بشأن مشكلاتهن مع الأطباء والشخصيات الذكور بسبب التوقعات المجتمعية بتواضع الإناث ووجود شخصية من الذكور في الغرفة. ثالثًا ، أدى وجود سلطة الذكور في غرفة المرضى والمجتمع الأبوي المهيمن أيضًا إلى قيام الأطباء بإحالة المرضى من النساء والأطفال إلى «فئة أفراد الأسرة المجهولين (جيا رين) أو أهل البيت (جو جيا)»  في سجلاتهم. أدى عدم الكشف عن هويته وعدم وجود محادثة بين الطبيب والمريضة إلى التشخيص بالسؤال، والذي يعد الأكثر صعوبةً بين طرق التشخيص الأربعة. استخدم الأطباء الذكور في الصين تقليديا تمثالًا يُعرف باسم سيدة الطبيب ، بحيث يمكن للمرضى من الإناث الإشارة إلى مكان ظهور أعراضهن.
كانت دراسة الطب للنساء تسمى Fuke  (المعروفة بأمراض النساء والتوليد في العلوم والطب الحديث)؛ ومع ذلك ، فإنه يحتوي على القليل من الأعمال القديمة المبنية عليه ، أو لا يحتوي على أي أعمال قديمة ، باستثناء أعمال فو تشينغ تشو نو كي (طب النساء في فو تشينغ تشو). كان الحمل وما بعد الولادة هو الجزء الأكثر صعوبة في صحة المرأة في الطب الصيني التقليدي ، وذلك بسبب وجود العديد من التعريفات للحمل في الطب الصيني التقليدي.

### الحمل
كان إدراك الحمل في الطب الغربي موجودًا منذ نشر مجموعة أبقراط، حوالي منتصف القرن الخامس حتى منتصف القرن الرابع قبل الميلاد ، في أطروحات أمراض النساء حول طبيعة المرأة ، وأمراض النساء ، وطبيعة الطفل ، والنساء العقيمات ، والنواسير ، والبواسير. مصطلح الولادة القيصرية (Caesarean section) مشتق من قانون روماني قديم أو قانون قيصري (من قيصر) يطالب بأنه عندما تموت المرأة الحامل ، لا يمكن دفن جسدها حتى يتم إزالة الجنين. ومع ذلك ، مُنع الأطباء الرومان القدماء من إجراء هذا الإجراء على النساء الأحياء.
تم توثيق محاولات الطب الصيني التقليدي لتدبّر الحمل منذ القرن السابع عشر على الأقل. وفقًا لشارلوت فورث ، «تم اعتبار الحمل (في القرن السابع عشر) تجربةً جسدية معروفة من عدم انتظام الدورة الشهرية ، مثل صعوبة الهضم ، والشعور بالامتلاء». كانت هذه الأعراض شائعة في أمراض أخرى أيضًا ، لذلك غالبًا ما يأتي تشخيص الحمل في سن حملي متقدم. نص قانون النبض أو استخدام النبض في التشخيص على أن الحمل كان «حالة تتميز بأعراض اضطراب في من يكون نبضه طبيعياً» أو «حيث لا يتفق النبض والأعراض». تمامًا كما هو الحال في عملية التشخيص العادية ، غالبًا ما كانت النساء صامتات بشأن الحمل المشتبه به ، مما أدى إلى عدم معرفة الكثير من الرجال في الأسرة بأن زوجاتهم أو ابنتهم كانت حاملاً حتى حصول المضاعفات.
وفقًا لكتاب فورث ، فإن المضاعفات الناتجة عن التشخيص الخاطئ وصَمْت حالات الحمل غالبًا ما تنطوي على عمليات إجهاض طبية ، وفقًا لكتاب فورث ، لم تكن الطبيبة تشنغ (دراسة الحالة الخاصة بها) متأسفة بشأن تعريض الجنين للخطر عندما يهدد الحمل صحة الأم. تم استخدام طريقة الإجهاض من خلال تناول بعض الأعشاب والأطعمة. تعارضت ممارسة الإجهاض مع خيبة أمل العائلات واستهجانها لفقدان الجنين وغالبًا ما أدت إلى مضاعفات عائلية لاحقًا.

### بعد الولادة
إذا نجا الطفل والأم من فترة الحمل ، فإن الولادة هي الخطوة التالية. الأدوات التي تم توفيرها للولادة هي: مناشف للدم ، ووعاء للمشيمة ، ووشاح حمل لدعم البطن ، ولفافة الرضع. بهذه الأدوات ، يولد الطفل وينظف ويُقَمَّط ؛ ومع ذلك ، كانت الأم على الفور محور تركيز الطبيب لتجديد طاقة «تشي» لديها.  يعطي الطبيب شينج قي كتاباته قدرًا كبيرًا من التركيز على الأساليب التشخيصية الأربعة للتعامل مع مشكلات ما بعد الولادة ويوجه جميع الأطباء إلى «عدم إهمال أي [من الطرق الأربعة]». كان يُعتقد أن عملية الولادة تستنفد دم المرأة و qi ، لذا فإن أكثر العلاجات شيوعًا بعد الولادة هي الطعام (عادةً الثوم والجينسنغ) والأدوية والراحة. أعقب هذه العملية فحص لمدة شهر مع الطبيب ، وهي ممارسة تُعرف باسم zuo yuezi .

### صحة المرأة والطب (رمز لغة)
في الطب الصيني التقليدي ، كما هو الحال في العديد من الثقافات الأخرى ، كانت صحة وطب أجساد الإناث أقل فهمًا من أجساد الذكور. غالبًا ما كانت أجساد النساء ثانوية بالنسبة إلى أجساد الذكور ، حيث كان يُنظر إلى النساء على أنهن الجنس الأضعف والأكثر مرضًا. كان يين ويانغ مهمين لفهم أجساد النساء ، ومع ذلك لم يتم فهمهما إلا بالاقتران مع أجساد الرجال. كانت أمراض النساء أكثر صعوبة في العلاج والشفاء في عيون العديد من الثقافات ، وخاصة في الطب الصيني التقليدي. أخيرًا ، كانت المعتقدات الاجتماعية والثقافية غالبًا حواجز أمام فهم الجسد الأنثوي.
من أجل فهم الطريقة التي ينظر بها الطب الصيني التقليدي إلى أجساد النساء ، من الأهمية بمكان فهم علاقة الين واليانغ بممارسة الطب. وفقًا لشارلوت فورث وكتابها ، A Flourishing Yin: Gender in China Medical History ، أظهر الين واليانغ تجسيدًا للطبيعة داخل أجسام البشر ، ومعها الظواهر الطبيعية التي نفهمها على أنها اختلافات بين الجنسين. حكم يين ويانغ الجسد ، وكان الجسد صورة مصغرة للكون والأرض. بالإضافة إلى ذلك ، تم فهم الجنس في الجسم على أنه متماثل ، ويعمل كلا الجنسين بتزامن.
في العديد من الرسومات والمخططات ، تم تنظيم القنوات الاثنتي عشرة وأنظمتها الحشوية بواسطة يين ويانغ ، وكانت تلك المنظومة متطابقة في أجساد الإناث والذكور. يشير هذا إلى الفهم في الطب الصيني التقليدي بأن أجساد الإناث والذكور لم تكن مختلفة فيما يخص يين ويانغ. لم يتم التعرف على الفروق بين الجنسين في الرسوم البيانية لجسم الإنسان. امتلأت الكتابات الطبية برسوم توضيحية لأجساد ذكور أو أجساد مخنثين ، تلك التي لا تعرض خصائص جنسانية.
Fu ke هو المصطلح الصيني لطب المرأة. كما هو الحال في الثقافات الأخرى ، تهيمن الخصوبة والحيض على صحة المرأة في الطب الصيني. ومع ذلك ، لم تكن الهياكل الجسدية والتشريحية هي التي تميز النساء عن الرجال ، ولكن العمليات الفسيولوجية والمرضية للجسم. هذا تمييز مهم ، لأنه يشير إلى الفهم الصيني التقليدي للين ويانغ والاختلافات بين الجنسين. بدت الأجساد متشابهة ، وكانت تحكمها نفس القوى ، لكن عملياتها بدت مختلفة عند الرجال والنساء.
على سبيل المثال ، كان فهم الرحم واختلافه الأساسي عن أجساد الذكور غير ذي صلة. لم يتعرف الطب الصيني التقليدي على الرحم كمكان للتكاثر. بالنسبة للصينيين ، كان تجويف البطن يمثل أمراضًا متشابهة لدى كل من الرجال والنساء ، والتي شملت الأورام والتنامي والفتق وتورمات الأعضاء التناسلية. «النظام الرئيسي» كما حددته شارلوت فورث ، هو نظام الكلى الحشوي ، الذي يحكم الوظائف الإنجابية في الطب الصيني التقليدي. لذلك ، لم تكن الهياكل التشريحية عند النساء هي التي سمحت بالحمل ، ولكن الاختلاف في العمليات الأنثوية هو الذي سمح بحدوث آلام الحمل.
غالبًا ما كانت المعتقدات الاجتماعية والثقافية حواجز أمام معرفة المزيد عن صحة المرأة ، وغالبًا ما تكون النساء أنفسهن أكثر العوائق رعباً. غالبًا ما كانت النساء غير مرتاحات للحديث عن أمراضهن ، خاصةً أمام المرافقين الذكور الذين حضروا الفحوصات الطبية. ستختار النساء حذف بعض الأعراض كوسيلة لدعم عفتهن وشرفهن. أحد الأمثلة على ذلك هو الحالة التي لا يمكن فيها تشخيص فتاة مراهقة لأنها فشلت في ذكر أعراض إفرازاتها المهبلية. كان الصمت هو طريقتهم في الحفاظ على سيطرتهم في هذه المواقف ، لكنه غالبًا ما كان يأتي على حساب صحتهم وتقدم صحة المرأة والطب. كان هذا الصمت والتحكم أكثر وضوحًا عندما كانت المشكلة الصحية مرتبطة بجوهر Ming fuke ، أو الجسم الجنسي. غالبًا ما تختار النساء الصمت في هذه الأوضاع التشخيصية. بالإضافة إلى ذلك ، سيكون هناك تضارب بين المريض والطبيب حول احتمال تشخيصها. على سبيل المثال ، المرأة التي اعتقدت أنها تجاوزت سن الإنجاب ، قد لا تصدق الطبيب الذي يشخصها على أنها حامل. هذا أدى فقط إلى مزيد من التضارب.
في الختام ، كانت صحة المرأة والطب موضوعًا لم يفهمه الطب الصيني التقليدي جيدًا. على الرغم من أن الين واليانغ كانا أساسيين لفهم أجساد الإناث ، إلا أنه غالبًا ما كان ذلك من خلال عدسة أجساد الذكور. كان يُنظر إلى النساء على أنهن أشكال مختلفة من أجساد الذكور ، ولها هياكل متشابهة ولكن عمليات مختلفة. وقد تفاقم هذا أيضًا من خلال استقلالية النساء اللائي اخترن الصمت أثناء التشخيص ، مما أدى إلى تعقيد مسألة صحة المرأة والطب.

### العقم
لم يكن العقم مفهوماً جيداً في الطب الصيني التقليدي ، ولكنه تسبب في تداعيات اجتماعية وثقافية خطيرة.
أحد أكثر العلماء الذين اهتموا بصحة المرأة هو عالم القرن السابع صن سيمياو. غالبًا ما يتم اقتباس أقواله مثل "أولئك الذين لديهم وصفات طبية لما يميز المرأة يأخذون اختلافاتهم في الحمل والولادة والإصابات [الداخلية] المتفجرة كأساس لهم. يبدو أن الميل إلى التركيز بشكل أكبر على الوظائف الإنجابية ، بدلاً من التركيز على صحة المرأة بالكامل ، يشير إلى أن الوظيفة الرئيسية لـ fu ke هي إنجاب الأطفال.
مرة أخرى ، يتحكم الجهاز الحشوي للكلية في «مصدر Qi» الذي يحكم الجهاز التناسلي في كلا الجنسين. كان يُعتقد أن هذا المصدر Qi «ينضب ببطء من خلال النشاط الجنسي والحيض والولادة.»  كان من المفهوم أيضًا أن استنفاد مصدر Qi يمكن أن ينتج عن حركة مرض خارجي انتقل عبر الأنظمة الحشوية الخارجية قبل التسبب في مزيد من الضرر الدائم لللمصدر الرئيسي ل Qi : نظام الكلى. بالإضافة إلى ذلك ، فإن الرأي القائل بأن الأمراض الخطيرة فقط انتهت بإلحاق الضرر بهذا النظام يعني أن أولئك الذين عانوا من مشاكل في أجهزتهم التناسلية أو خصوبتهم كانوا مرضى بشكل خطير.
وفقًا للنصوص الطبية الصينية التقليدية ، يمكن تلخيص العقم في أنواع متلازمة مختلفة. كانت هذه هي نضوب الطحال والكلى (نضوب اليانغ)، ونضوب الكبد والكلى (نضوب الين)، ونضوب الدم ، ورطوبة البلغم ، واضطهاد الكبد ، والحرارة الرطبة. هذا مهم لأنه في حين أن معظم القضايا الأخرى كانت معقدة في فسيولوجيا الطب الصيني ، كانت مشكلات خصوبة المرأة بسيطة. تدور معظم أنواع المتلازمة حول الحيض ، أو عدم وجوده. تم تكليف المريضة بتسجيل ليس فقط التردد ، ولكن أيضًا «حجم ولون واتساق ورائحة تدفق الدورة الشهرية». وضع هذا مسؤولية تسجيل الأعراض على عاتق المريض ، وزاد من تعقيده مسألة عفة المرأة وشرفها التي نوقشت سابقًا. وهذا يعني أن تشخيص العقم عند النساء كان صعبًا ، لأن الأعراض الوحيدة التي تم تسجيلها ومراقبتها من قبل الطبيب كانت نبض اللسان ولونه.
في الختام ، توضح قضية العقم كيف أثرت الحواجز الاجتماعية والثقافية على ممارسة الطب الصيني التقليدي.

## مفهوم المرض
بشكل عام ، يُنظر إلى المرض على أنه تنافر (أو عدم توازن) في وظائف أو تفاعلات yin و yang و qi و xuĕ و zàng-fǔ وخطوط الطول وما إلى ذلك و / أو التفاعل بين جسم الإنسان والبيئة. يعتمد العلاج على «نمط التنافر» الذي يمكن تحديده. وبالتالي ، فإن «التمييز النمطي» هو أهم خطوة في تشخيص الطب الصيني التقليدي. ومن المعروف أيضًا أنه الجانب الأكثر صعوبة في ممارسة الطب الصيني التقليدي.
لتحديد النمط المتاح ، سيفحص الممارسون أشياء مثل لون وشكل اللسان ، والقوة النسبية لنقاط النبض ، ورائحة التنفس ، ونوعية التنفس أو صوت الكلام. على سبيل المثال ، اعتمادًا على حالة اللسان والنبض ، قد يقوم ممارس الطب الصيني التقليدي بتشخيص النزيف من الفم والأنف على النحو التالي: «تندفع نار الكبد لأعلى وتحرق الرئة ، مما يؤدي إلى إصابة الأوعية الدموية ويؤدي إلى التدفق المتهور للدم من الفم والأنف .»  قد ينتقل بعد ذلك إلى وصف علاجات مصممة لإزالة الحرارة أو دعم الرئة.

### كيانات المرض
في الطب الصيني التقليدي ، المرض له جانبان: "bìng" و "zhèng". غالبًا ما يُترجم الأول على أنه «كيان مرض»،  أو «فئة مرض»،  «مرض»، أو ببساطة «تشخيص». عادةً ما تتم ترجمة الأخير ، والأهم من ذلك ، على أنه «نمط»  (أو أحيانًا «متلازمة»). على سبيل المثال ، قد يظهر الكيان المرضي لنزلات البرد مع نمط من الرياح الباردة في شخص واحد ، ومع نمط حرارة الرياح في شخص آخر.
من وجهة نظر علمية ، فإن معظم كيانات المرض (病؛ bìng) المدرجة في الطب الصيني التقليدي تشكل أعراضًا. تشمل الأمثلة الصداع والسعال وآلام البطن والإمساك وما إلى ذلك.
نظرًا لأن العلاج لن يتم اختياره وفقًا لكيان المرض ولكن وفقًا للنمط ، سيتلقى شخصان لهما نفس كيان المرض ولكن أنماط مختلفة علاجًا مختلفًا. والعكس صحيح ، قد يتلقى الأشخاص ذوو الأنماط المتشابهة علاجًا مشابهًا حتى لو كانت كيانات المرض مختلفة. وهذا ما يسمى (yì bìng tóng zhì ، tóng bìng yì zhì ;异病同治，同病异治؛ «أمراض مختلفة ، نفس العلاج ؛ نفس المرض ، علاجات مختلفة»).

### الأنماط
في الطب الصيني التقليدي ، يشير «النمط» (证؛ zhèng) إلى «نمط التنافر» أو «الاضطراب الوظيفي» داخل الكيانات الوظيفية التي يتكون منها نموذج الطب الصيني التقليدي للجسم. هناك أنماط عدم تناسق بين qi و xuě وسوائل الجسم و zàng-fǔ وخطوط الطول . يتم تحديدها في النهاية من خلال أعراضها وعلاماتها (على سبيل المثال ، نتائج النبض واللسان).
في الممارسة السريرية ، عادةً ما يتضمن النمط المحدد مجموعة من الكيانات المتأثرة  (قارن مع الأمثلة النموذجية للأنماط). يجب أن يراعي النمط الملموس المحدد جميع الأعراض التي يعاني منها الشخص.

### الزيادات الستة
الزيادات الست (六淫 ؛ liù yín ، تُترجم أحيانًا أيضًا باسم «العوامل الممرضة» ، أو «التأثيرات الخبيثة الستة» ؛ مع المصطلح البديل 六 邪 ؛ liù xié ، - «الشرور الستة» أو «الشياطين الستة») هي مصطلحات مجازية مستخدمة لوصف أنماط التنافر التي تظهر أعراضًا نموذجية معينة. تشبه هذه الأعراض تأثيرات ستة عوامل مناخية. في القصة الرمزية ، يمكن أن تحدث هذه الأعراض لأن واحدًا أو أكثر من تلك العوامل المناخية (تسمى 六 气 ؛ liù qì ، «الستة qi») كانت قادرة على غزو سطح الجسم والمضي قدمًا إلى الداخل. يستخدم هذا أحيانًا لرسم العلاقات السببية (أي أن التعرض السابق للرياح / البرد / إلخ. يُحدد على أنه سبب المرض)، بينما ينكر مؤلفون آخرون صراحة وجود علاقة سببية مباشرة بين الظروف الجوية والمرض، مشيرين إلى أن الزيادات الستة هي في الأساس أوصاف لمجموعة معينة من الأعراض تترجم إلى نمط من التنافر. ومع ذلك ، لا جدال في أن الزيادات الست يمكن أن تظهر داخل الجسم دون سبب خارجي. في هذه الحالة ، قد يتم الإشارة إليها بمصطلح «داخلية»، على سبيل المثال ، «الرياح الداخلية» أو «النار الداخلية (أو الحرارة)».
الزيادات الستة وعلاماتها السريرية المميزة هي: ض
1. الرياح (风؛ fēng): ظهور سريع للأعراض ، تَجَوُّل وتبدل موضع الأعراض ، حكة ، احتقان بالأنف ، نبض «عائم»؛[44] رعاش ، شلل ، تشنج.[25]
2. البرد (寒؛ hán): الإحساس بالبرد ، النفور من البرد ، تخفيف الأعراض بالدفء ، إفراز مائي / رائق ، ألم شديد ، ألم في البطن ، تقلص / فرط توتر العضلات ، اللسان الأبيض الفروي ، نبض عميق" / " "أو" خيطي "، [100] أو نبض بطيء.[49]
3. النار / الحرارة (火,huǒ): النفور من الحرارة، وارتفاع في درجة الحرارة والعطش والبول المركز، احمرار الوجه ، واحمرار اللسان، والفرو الأصفر على اللسان ، وسرعة النبض.[25] (يُنظر إلى النار والحرارة بشكل أساسي على أنهما متماثلان) [41]
4. الرطوبة (湿؛ shī): الإحساس بالثقل ، الإحساس بالامتلاء ، أعراض اضطراب الطحال ، فراء اللسان الدهني ، النبض «الزالج» ("slippery").[49]
5. الجفاف (燥؛ zào): سعال جاف ، جفاف الفم ، جفاف الحلق ، جفاف الشفاه ، نزيف في الأنف ، جفاف الجلد ، جفاف البراز.[25]
6. حرارة صيفية (暑؛ shǔ): إما الحرارة أو أعراض الحرارة الرطبة المختلطة.[41]

يمكن أن تتكون الأنماط الستة الزائدة من واحد أو مجموعة من الزيادات (على سبيل المثال ، الرياح الباردة ، والرياح الرطبة والحرارة). يمكنها أيضًا التحول من واحدة إلى أخرى.

### أمثلة نموذجية للأنماط
يتم التعرف على أنماط التنافر النموذجية لكل من الكيانات الوظيفية (qi ، xuĕ ، zàng-fǔ ، خطوط الطول وما إلى ذلك)؛ على سبيل المثال: فراغ qi وركود qi الركود فيما يخص qi ؛  وفراغ الدم ، وركود الدم ، وحرارة الدم فيما يخص xuĕ ؛  فراغ الطحال وفراغ الطحال واليانغ وفراغ الطحال مع تشي محمل للأسفل وفراغ الطحال مع نقص احتواء الدم والغزو البارد للرطوبة والطحال والغزو بالحرارة الرطبة للطحال والمعدة في حالة الطحال زانغ. غزو الرياح / البرد / الرطوبة في حالة خطوط الطول.
يعطي الطب الصيني التقليدي وصفات مفصلة لهذه الأنماط فيما يتعلق بأعراضها النموذجية ، بما في ذلك في الغالب اللسان المميز و / أو نتائج النبض. فمثلا:
- «نيران الكبد المشتعلة» (肝火上炎؛ gānhuǒ shàng yán): صداع ، احمرار الوجه ، احمرار العينين ، جفاف الفم ، نزيف الأنف ، الإمساك ، البراز الجاف أو الصلب ، الحيض الغزير ، الطنين المفاجئ أو الصمم ، القيء من السوائل الحامضة أو المر ، نخامة الدم ، سرعة الغضب ، نفاد الصبر. لسان أحمر مع فرو أصفر جاف ؛ نبض زالج وخيطي.[41]

### المبادئ الثمانية للتشخيص
تسمى عملية تحديد النمط الفعلي (辩证, biàn zhèng)، يُترجم عادةً إلى «تشخيص النمط»،  «تحديد النمط»  أو «تمييز النمط» ). بشكل عام ، فإن الخطوة الأولى والأكثر أهمية في تشخيص النمط هي تقييم العلامات والأعراض الحالية على أساس «المبادئ الثمانية» (八纲؛ bā gāng). تشير هذه المبادئ الثمانية إلى أربعة أزواج من الصفات الأساسية للمرض: الخارجي / الداخلي ، والحرارة / البرودة ، والفراغ / الامتلاء ، والين / اليانغ. من بين هذه العوامل ، فإن الحرارة / البرودة والفراغ / الامتلاء لها أهمية سريرية كبرى. على الجانب الآخر ، فإن جودة الين / اليانغ لها أقل أهمية ويمكن رؤيتها إلى حد ما بعيدًا عن الأزواج الثلاثة الأخرى ، لأنها تقدم فقط استنتاجًا عامًا وغامضًا فيما يتعلق بالصفات الأخرى الموجودة. بالتفصيل ، تشير المبادئ الثمانية إلى ما يلي:
- يين ويانغ جوانب شاملة يمكن تصنيف كل الأشياء تحتها، وهذا يشمل الأمراض بشكل عام بالإضافة إلى الأزواج الثلاثة الأولى للمبادئ الثمانية.[41] على سبيل المثال ، يتم تحديد البرودة على أنها جانب يين ، بينما تُنسب الحرارة إلى اليانغ.[41] نظرًا لأن أوصاف الأنماط من حيث الين واليانغ تفتقر إلى التعقيد والتطبيق العملي السريري ، لم يعد يتم تصنيف الأنماط بهذه الطريقة بعد الآن.[41] الاستثناءات هي أنماط الفراغ والبرد والحرارة ، والتي يشار إليها أحيانًا باسم «أنماط يين» و «أنماط يانغ» على التوالي.[41]
- الخارج (表؛ biǎo) يشير إلى مرض يظهر في الطبقات السطحية من الجسم - الجلد والشعر واللحم وخطوط الطول.[41] يتميز بالنفور من البرد و / أو الرياح ، والصداع ، وآلام العضلات ، والحمى الخفيفة ، والنبض «العائم»، ومظهر اللسان الطبيعي.[41]
- يشير مصطلح «الباطن» (里؛ lǐ) إلى ظهور المرض في منطقة zàng-fǔ ، أو (بمعنى أوسع) إلى أي مرض لا يمكن اعتباره خارجيًا.[44] لا توجد أعراض مميزة عامة للأنماط الداخلية ، حيث سيتم تحديدها من خلال الكيان المتأثر zàng أو fǔ.[41]
- البرد (寒؛ hán) بشكل عام للبرد ، وغياب العطش ، وفراء اللسان الأبيض.[41] يعتمد التوصيف الأكثر تفصيلاً على ما إذا كان البرد مقترنًا بالفراغ أو التكاثر.[41]
- 热 الحرارة (热؛ rè) بغياب النفور من البرد ، والحلق الأحمر المؤلم ، وجفاف اللسان ، والنبض السريع والعائم ، إذا جاء مع نمط خارجي.[41] في جميع الحالات الأخرى ، تعتمد الأعراض على ما إذا كانت الحرارة مقترنة بالفراغ أو الامتلاء.[41]
- النقص (虚؛ xū)، يشير بشكل أكبر إلى نقص qi و xuě و yin و yang ، مع كل الأعراض المميزة لكل منهما.[41] يمكن أن يسبب نقص الين أيضا «الحرارة الفارغة».[42]
- يشير الفائض (实،shí) عمومًا إلى أي مرض لا يمكن تحديده كنمط ناقص، ويشير عادةً إلى وجود أحد الزيادات الست، [44] أو نمط ركود (من qi ، xuě ، إلخ).[101] في النمط الخارجي المتزامن ، يتميز الزائد بغياب التعرق.[41]

بعد تحديد الطبيعة الأساسية للمرض من حيث المبادئ الثمانية ، يركز الاستقصاء على جوانب أكثر تحديدًا. من خلال تقييم العلامات والأعراض الحالية على خلفية أنماط التنافر النموذجية للكيانات المختلفة ، يتم جمع الأدلة حول ما إذا كانت كيانات معينة تتأثر أو كيف تتأثر. يمكن إجراء هذا التقييم
1. فيما يتعلق بخطوط الطول (经络辩证؛ jīngluò biàn zhèng) [93]
2. بخصوص تشي (气血辩证؛ qì xuè biàn zhèng) [93]
3. بخصوص الدم (气血辩证, qì xuè biàn zhèng) [93]
4. فيما يتعلق بسوائل الجسم (津液辩证؛ jīnyè biàn zhèng) [93]
5. فيما يتعلق بـالزانغ فو (脏腑辩证؛ zàngfǔ biàn zhèng) [93] - مشابه جدًا لهذا ، على الرغم من أنه أقل تحديدًا ، وصف نمط التنافر من حيث العناصر الخمسة [五行辩证؛ ] [92])

هناك أيضًا ثلاثة أنظمة خاصة لتشخيص الأنماط تُستخدم في حالة الأمراض المعدية 六经辩证 فقط («نظام القنوات الست» أو «نمط الانقسام 六经辩证» [六经辩证؛ liù jīng biàn zhèng ] ؛ «نظام Wei Qi Ying Xue» أو «الأنماط الأربعة للتقسيم»[卫气营血辩证؛ weì qì yíng xuè biàn zhèng ] ؛«نظام San Jiao» أو«نمط الشعلات الثلاثة» [三焦辩证؛ sānjiaō biàn zhèng ]).

### اعتبارات أسباب المرض
على الرغم من أن الطب الصيني التقليدي ومفهومه عن المرض لا يفرقان بقوة بين السبب والنتيجة ،  يمكن أن يشمل التمييز في النمط اعتبارات تتعلق بمسبب المرض. يسمى هذا 病因辩证(,ìngyīn biàn zhèng)، «تمييز نمط أسباب المرض»).
هناك ثلاث فئات أساسية من أسباب المرض (三因؛ sān yīn) المعترف بها:
1. أسباب خارجية: وتشمل هذه الزيادات الستة و «Qi الوبائي».[41]
2. الأسباب الداخلية: «المؤثرات السبعة» (七情؛ qī qíng ، تُترجم أحيانًا أيضًا باسم «العواطف السبع» [49]) - الفرح ، والغضب ، والحزن ، والخوف ، والفزع ، والحزن. يعتقد أن هذه يمكن أن تسبب أضرارًا لوظائف zàng-fú ، خاصةً في الكبد.[41]
3. أسباب غير خارجية - غير داخلية: المخالفات الغذائية (خاصة: الكثير من الأطعمة النيئة أو الباردة أو الحارة أو الدهنية أو الحلوة ؛ نهم الأكل ؛ الإفراط في تناول الكحول)، [41] التعب ، الاضطرابات الجنسية ، الصدمات ، والطفيليات (虫؛ chóng).[41]

## التشخيص
في الطب الصيني التقليدي ، هناك خمس طرق تشخيص رئيسية: الفحص ، والإصغاء ، والشم ، والاستفسار ، والجس. يتم تجميعها في ما يُعرف باسم «الأركان الأربعة» للتشخيص ، وهي الفحص والإصغاء / الشم والاستفسار والجس (切,聞,問, 望).
- يركز الفحص على الوجه وخاصة اللسان ، بما في ذلك تحليل حجم اللسان وشكله وشده ولونه وطبقة الطلاء وغياب أو وجود علامات الأسنان حول الحافة.
- يشير الإصغاء إلى الاستماع إلى أصوات معينة (مثل الصفير).
- يشير الشم إلى الاهتمام برائحة الجسم.
- يركز الاستفسار على «الاستفسارات السبعة»، والتي تتضمن سؤال الشخص عن انتظام أو شدة أو خصائص أخرى لـ: القشعريرة ، الحمى ، العرق ، الشهية ، العطش ، الذوق ، التغوط ، التبول ، الألم ، النوم ، الحيض، الثرّ المهبلي الأبيض .
- الجس والذي يتضمن تحسس الجسم لنقاط A-shi الرقيقة ، وملامسة نبضات الرسغ بالإضافة إلى نبضات أخرى مختلفة ، وجس البطن.

### اللسان والنبض
يعد فحص اللسان والنبض من بين طرق التشخيص الرئيسية في الطب الصيني التقليدي. تعتبر تفاصيل اللسان ، بما في ذلك الشكل والحجم واللون والملمس والشقوق وعلامات الأسنان وكذلك طلاء اللسان جزءًا من تشخيص اللسان . يُعتقد أن مناطق مختلفة من سطح اللسان تتوافق مع أعضاء zàng-fŭ. على سبيل المثال ، قد يشير الاحمرار على طرف اللسان إلى وجود حرارة في القلب ، في حين أن الاحمرار على جانبي اللسان قد يشير إلى وجود حرارة في الكبد.
يتضمن جس النبض قياس النبض على مستوى سطحي وعميق في ثلاثة مواقع مختلفة على الشريان الكعبري (Cun، Guan، Chi ، يقع على امتداد إصبعين من ثنية الرسغ ، ونطاق إصبع واحد من ثنية الرسغ ، ويمينًا عند الرسغ تجعد ، على التوالي ، عادة ما يتم ملامستها مع السبابة والإصبع الأوسط والبنصر) لكل ذراع ، لإجمالي اثني عشر نبضة ، يُعتقد أن جميعها تتوافق مع zàng-f certain. يتم فحص النبض للعديد من الخصائص بما في ذلك الإيقاع والقوة والحجم ، ويتم وصفه بصفات مثل «عائم ، زلق ، يشبه التعزيز ، ضعيف ، سريع» ؛ كل من هذه الصفات تشير إلى أنماط مرضية معينة. يمكن أن يستغرق تعلم تشخيص نبض الطب الصيني التقليدي عدة سنوات.

## طب الأعشاب والعلوم الزائفة

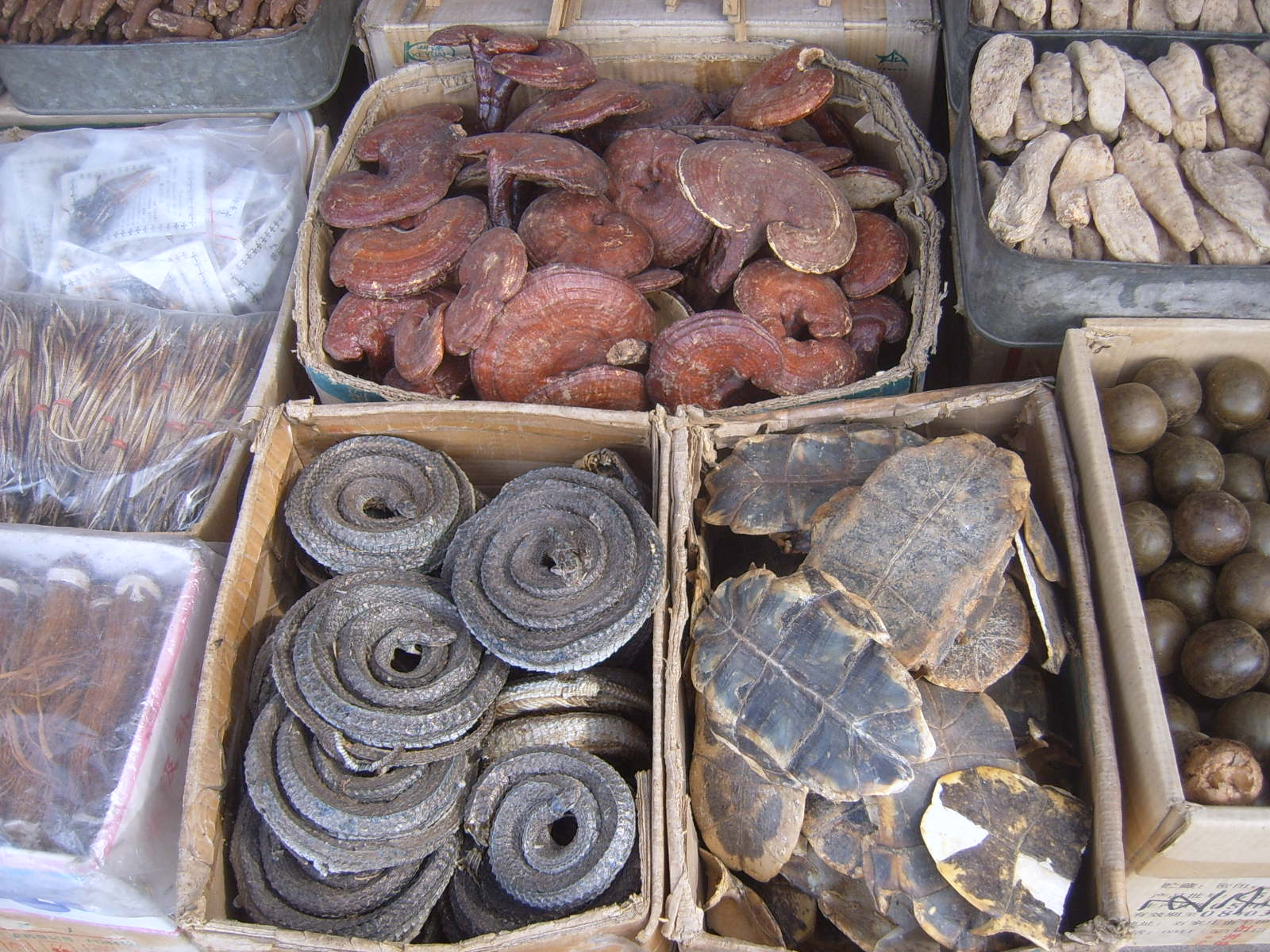
لأجزاء النباتية والحيوانية المجففة المتنوعة المستخدمة في الأدوية الصينية التقليدية ، في اتجاه عقارب الساعة من الزاوية اليسرى العليا: Lingzhi المجففة (حرفياً «فطر الروح») ، والجينسنغ ، وLuo Han Guo ، وقشرة السلحفاة السفلية (Plastron) ، والثعابين المجففة.

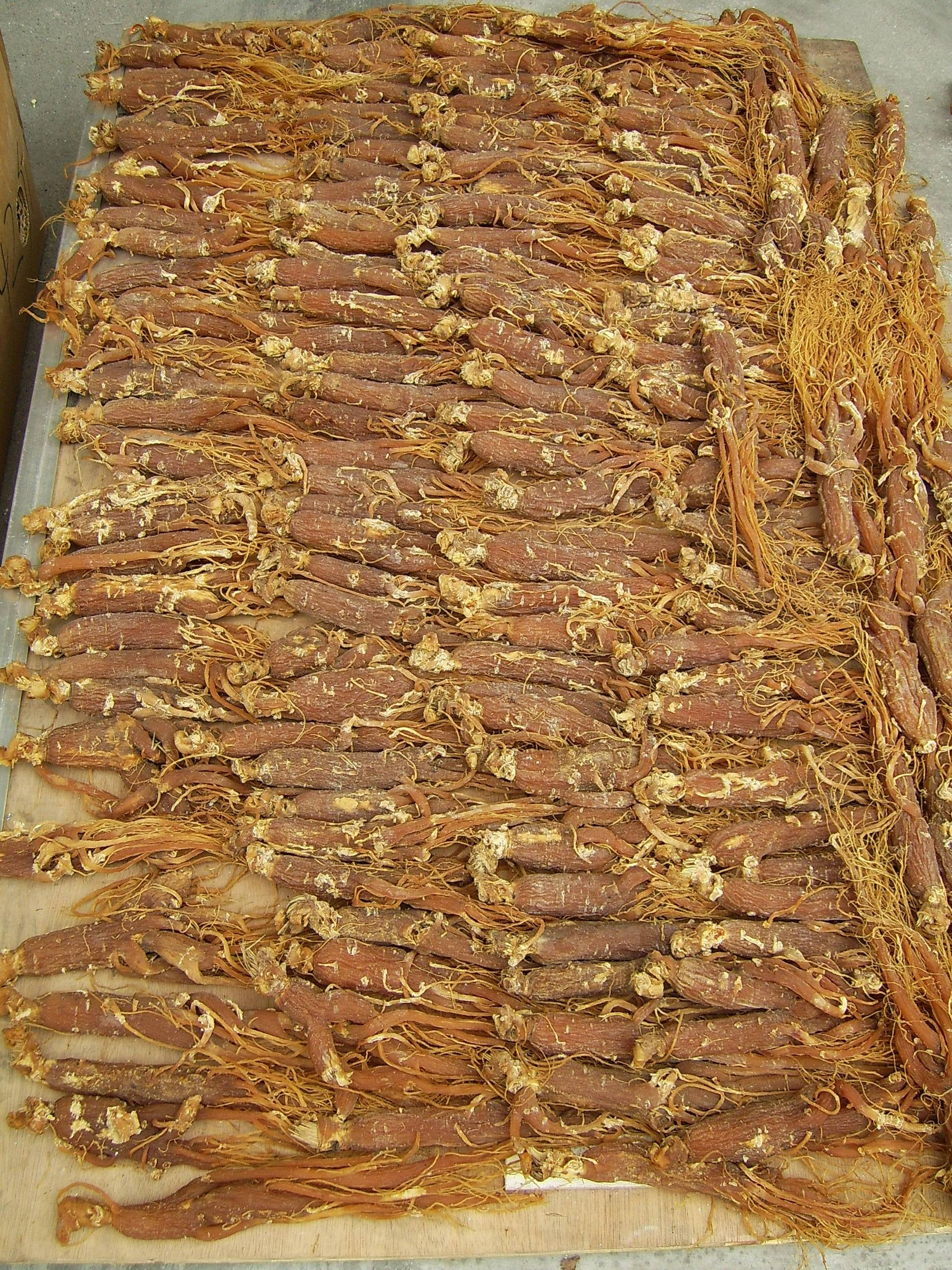
جذور الجنسنغ الأحمر الصيني

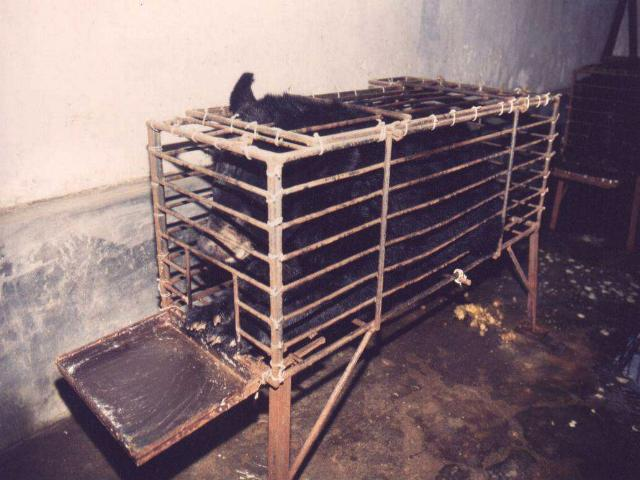
دب الصفراء في «قفص سحق» في مزرعة هويتشو ، الصين.

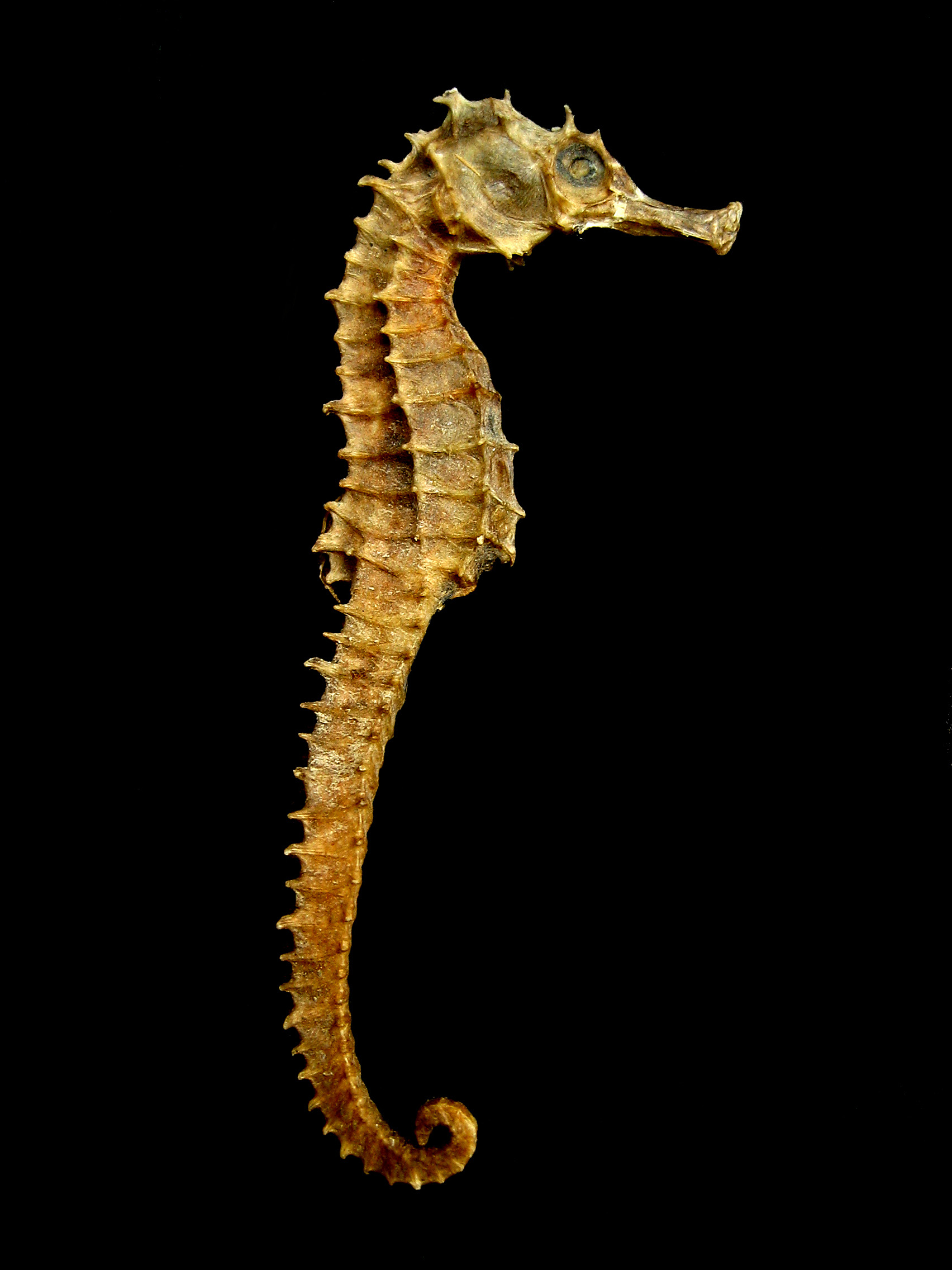
يستخدم فرس البحر المجفف على نطاق واسع في الطب التقليدي في الصين وأماكن أخرى.

مصطلح «طب الأعشاب» مضلل إلى حد ما في ذلك ؛ في حين أن العناصر النباتية هي إلى حد بعيد المواد الأكثر استخدامًا في الطب الصيني التقليدي ، يتم استخدام مواد أخرى غير نباتية أيضًا: المنتجات الحيوانية والبشرية والمعدنية تستخدم أيضًا. وبالتالي ، يمكن استخدام المصطلح «دوائي» (بدلاً من عشبي) ،  على الرغم من عدم وجود دليل علمي على أن أيًا من هذه المركبات لها تأثيرات طبية.

### مواد أولية
هناك ما يقرب من 13,000 مركب مستخدمة في الصين وأكثر من 100,000 وصفة طبية مسجلة في الأدب القديم. تعتبر العناصر والمستخلصات النباتية إلى حد بعيد العناصر الأكثر استخدامًا. في كتيب الأدوية التقليدية (Handbook of Traditional Drug) الكلاسيكي لعام 1941، تم إدراج 517 عقارًا - من بينها 45 كانت أجزاء حيوانية و 30 معادن.

#### المواد الحيوانية
يتم استخدام بعض أجزاء الحيوانات المستخدمة مثل حصوات المرارة في البقر ،  أعشاش الدبور ،  العَلَق،  والعقارب. تشمل الأمثلة الأخرى لأجزاء الحيوانات قرن الظباء أو الجاموس ، وقرون الغزلان ، والخصيتين وعظم قضيب الكلب ، وصفراء الأفعى. لا تزال بعض كتب الطب الصيني التقليدي توصي بالتحضيرات التي تحتوي على أنسجة حيوانية ، ولكن كان هناك القليل من الأبحاث لتبرير الفعالية السريرية المزعومة للعديد من منتجات حيوانات الطب الصيني التقليدي.
يمكن أن تشتمل بعض المركبات على أجزاء من الأنواع المهددة بالانقراض ، بما في ذلك عظام النمر  وقرن وحيد القرن  الذي يستخدم للعديد من الأمراض (على الرغم من أنه ليس كمنشط جنسي كما يساء فهمه عادة في الغرب). أدت السوق السوداء لقرون وحيد القرن (التي لم تكن مدفوعة بالطب الصيني التقليدي فحسب ، بل أيضًا البحث عن مكانة غير ذات صلة) إلى خفض تعداد وحيد القرن في العالم بأكثر من 90 بالمائة على مدار الأربعين عامًا الماضية. ظهرت المخاوف أيضا على استخدام حراشف البنغول، قوقعة السلحفاة ،  فرس البحر،  والصفائح الخيشومية من mobula وشيطان البحر . يُقترح بيع البنغول غير المشروع في أسواق الحيوانات كطريقة ممكنة لانتقال فيروس SARS-CoV-2 إلى البشر.
يصطاد الصيادون الأنواع المحظورة أو المهددة بالانقراض لتزويد السوق السوداء بمنتجات الطب الصيني التقليدي. لا يوجد دليل علمي على فعالية أدوية النمور. أدى القلق بشأن تفكير الصين في إضفاء الشرعية على التجارة بأجزاء النمور إلى قيام اتفاقية 171 دولة بشأن التجارة الدولية بالأنواع المهددة بالانقراض (CITES) بالمصادقة على قرار يعارض عودة التجارة بالنمور. بقي أقل من 30,000 من ظباء سايغا، والتي يتم تصديرها إلى الصين لاستخدامها في علاجات الحمى التقليدية. العصابات المنظمة تصدّر بشكل غير قانوني قرن الظباء إلى الصين. الضغوط على فرس البحر (Hippocampus spp.) المستخدمة في الطب التقليدي هائلة ؛ حيث يتم صيد عشرات الملايين من الحيوانات بشكل غير مستدام سنويًا. تعد العديد من أنواع syngnathid حاليًا جزءًا من القائمة الحمراء IUCN للأنواع المهددة أو ما يعادلها على المستوى الوطني.
نظرًا لأن الطب الصيني التقليدي يعتبر صفراء الدببة مركباً علاجياً ، يتم الاحتفاظ بأكثر من 12000 دب أسود آسيوي في مزارع الدببة. يتم استخراج العصارة الصفراوية من خلال ثقب دائم في البطن يؤدي إلى المرارة، مما قد يسبب ألمًا شديدًا. هذا يمكن أن يؤدي إلى محاولة الدببة الانتحار. اعتبارًا من عام 2012، تم تربية ما يقرب من 10,000 دب في الصين بسبب الصفراء. أثارت هذه الممارسة احتجاجات عامة في جميع أنحاء البلاد. يتم جمع العصارة الصفراوية من الدببة الحية عن طريق إجراء جراحي. اعتبارًا من مارس 2020، لا يزال تحمل الصفراء كعنصر من مكونات حقن Tan Re Qing على قائمة العلاجات الموصى بها لعلاج «الحالات الشديدة» من COVID-19 من قبل لجنة الصحة الوطنية في الصين والإدارة الوطنية للطب الصيني التقليدي.
يعتقد أن لقضيب الغزلان فوائد علاجية وفقًا للطب الصيني التقليدي. تشمل أجزاء النمر قضيب النمر ، الذي يُعتقد أنه يحسن الفحولة ، وعيون النمر. أدت التجارة غير المشروعة بأجزاء النمور في الصين إلى اقتراب هذا النوع من الانقراض بسبب شعبيته في الطب التقليدي. حتى القوانين التي تحمي الأنواع المهددة بالانقراض مثل نمر سومطرة تفشل في إيقاف عرض وبيع هذه العناصر في الأسواق المفتوحة. يُنظر إلى حساء زعانف القرش تقليديًا في الطب الصيني على أنه مفيد للصحة في شرق آسيا ، وقد أدى وضعه كطبق نخبوي إلى زيادة الطلب مع زيادة الثراء في الصين ، مما أدى إلى تدمير أسماك القرش. كانت زعانف القرش جزءًا من الطب الصيني التقليدي لعدة قرون. يُحظر زعانف سمك القرش في كثير من البلدان ، لكن التجارة تزدهر في هونج كونج والصين ، حيث تشكل الزعانف جزءًا من حساء زعانف القرش ، وهو طبق يعتبر طعامًا شهيًا ، ويستخدم في بعض أنواع الطب الصيني التقليدي.
تربى أنواع السلحفاة (سلحفاة المياه العذبة، غيبان) والسلاحف (السلاحف الصينية الناعمة الصدفية ، بيجيا) المستخدمة في الطب الصيني التقليدي في المزارع ، بينما تُفرض قيود على تصدير الأنواع المهددة بالانقراض الأخرى. ومع ذلك ، فإن القضايا المتعلقة بالاستغلال المفرط للسلاحف الآسيوية في الصين لم يتم حلها بالكامل. طور علماء أستراليون طرقًا لتحديد الأدوية التي تحتوي على آثار الحمض النووي للأنواع المهددة بالانقراض. أخيرًا ، على الرغم من أنه ليس من الأنواع المهددة بالانقراض ، إلا أن الزيادات الحادة في صادرات الحمير وجلود الحمير من إفريقيا إلى الصين لصنع العلاج التقليدي ejiao دفع بعض الدول الأفريقية إلى فرض قيود على الصادرات.

### أجزاء جسم الإنسان

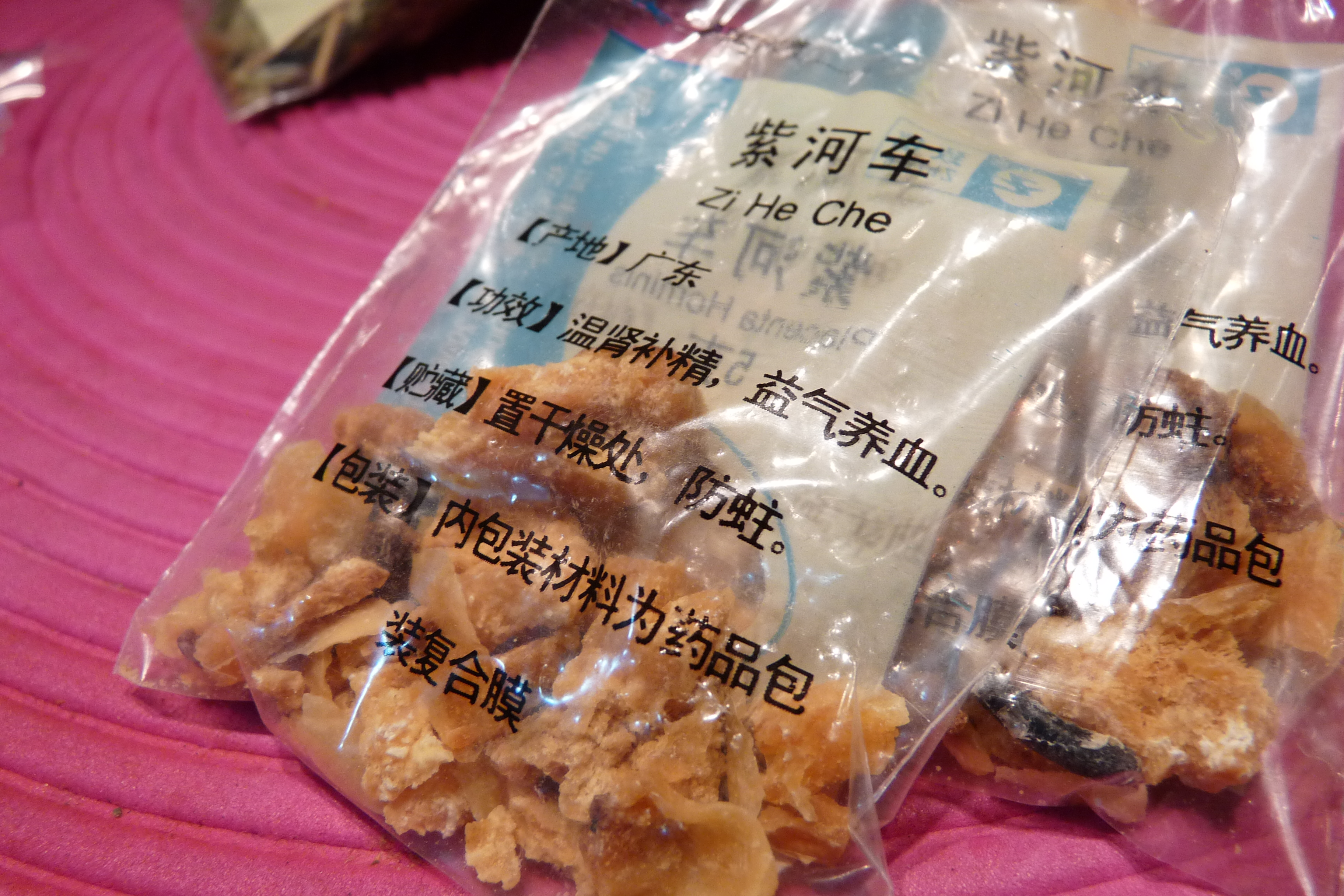
المشيمة البشرية المجففة (Ziheche (紫河车) في الطب الصيني التقليدي.

يشمل الطب الصيني التقليدي أيضًا بعض الأجزاء البشرية: يصف الكتاب الكلاسيكي Materia medica (Bencao Gangmu) (ينتقد أيضًا) استخدام 35 من أجزاء الجسم البشري والفضلات في الأدوية ، بما في ذلك العظام والأظافر والشعر وقشرة الرأس وشمع الأذن والشوائب على الأسنان ، البراز والبول والعرق والأعضاء ، ولكن معظمها لم يعد قيد الاستخدام.
تم استخدام المشيمة البشرية كعنصر في بعض الأدوية الصينية التقليدية ، بما في ذلك استخدام المشيمة البشرية المجففة ، والمعروفة باسم "Ziheche" ، لعلاج العقم والعجز الجنسي وحالات أخرى. استهلاك المشيمة البشرية مصدر محتمل للعدوى.

### التصنيف التقليدي
التصنيفات والتصنيفات التقليدية التي لا يزال من الممكن العثور عليها اليوم هي:
- التصنيف وفقًا الأربعة (四气؛ sì qì): حار ، دافئ ، بارد ، أو بارد (أو محايد من حيث درجة الحرارة) [25] والأعشاب الساخنة والدافئة تستخدم لعلاج أمراض البرد ، بينما تكون باردة وتستخدم الأعشاب الباردة لعلاج أمراض الحرارة.[25]
- التصنيف وفقًا للنكهات الخمس ، (五味؛ wǔ wèi ، يُترجم أحيانًا أيضًا باسم Five Tastes): لاذع ، حلو ، مر ، حامض ، مالح.[25] قد تحتوي المواد أيضًا على أكثر من نكهة واحدة ، أو لا تحتوي على أي نكهة (أي نكهة «لطيفة»).[25] كل واحدة من النكهات الخمس تتوافق مع أحد أعضاء زانج ، والتي بدورها تتوافق مع إحدى الأطوار الخمس .[25] تشير النكهة إلى خصائص معينة وإجراءات علاجية للمادة ؛ على سبيل المثال ، يستنزف الملح إلى الأسفل ويخفف الكتل الصلبة ، في حين أن الحلاوة مكملة ومنسقة ومرطبة.[25]
- التصنيف وفقًا لخط الطول - وبشكل أكثر دقة ، عضو zàng-fu بما في ذلك خط الطول المرتبط به - والذي يمكن توقع تأثره بشكل أساسي بمركب معين.[25]
- يتضمن التصنيف وفقًا للوظيفة المحددة بشكل أساسي: إطلاق خارجي أو حلّ خارجي ، تنقية الحرارة ، التصريف إلى أسفل ، أو الترسيب ، رطوبة الرياح- تبديد ، تحويل الرطوبة ، تعزيز حركة الماء وترشيح الرطوبة أو ترشيح الرطوبة ، الاحترار الداخلي ، تنظيم qi أو إعادة ترتيب تشي، تفريق تراكم المواد الغذائية أو تشتيت المواد الغذائية، وطرد الديدان، وقف النزيف أو إيقاف الدم ، تسارع الدم وتبديد الركود أو تنشيط الدم ، تحويل البلغم ، وإيقاف السعال وتهدئة الصفير أو تحويل البلغم والسعال واللهاث ، تهدئة الروح ، تهدئة الكبد وطرد الرياح أو تهدئة الكبد وإطفاء الرياح فتح الفتحة مكمل والذي يتضمن مكملات تشي ومغذية للدم وإثراء الين ، وتقوية اليانغ ، تعزيز الضيق أو تأمين وقبض ، القيء ، ومواد للاستخدام الخارجي.[25][142]

### فعالية
اعتبارًا من عام 2007، لم تكن هناك تجارب كافية ذات نوعية جيدة من العلاجات العشبية للسماح بتحديد فعاليتها. توجد نسبة عالية من الدراسات ذات الصلة بالطب الصيني التقليدي في قواعد البيانات الصينية. خمسون بالمائة من المراجعات المنهجية على الطب الصيني التقليدي لم تبحث في قواعد البيانات الصينية ، مما قد يؤدي إلى انحياز في النتائج. العديد من المراجعات المنهجية لتدخلات الطب الصيني التقليدي المنشورة في المجلات الصينية غير مكتملة ، وبعضها يحتوي على أخطاء أو كان مضللاً. الأعشاب التي يوصي بها الممارسون الصينيون التقليديون في الولايات المتحدة غير منظمة.
- وجدت مراجعة عام 2013 أن البيانات أضعف من أن تدعم استخدام الأدوية العشبية الصينية (CHM) لتضخم البروستاتا الحميد.[146]
- وجدت مراجعة عام 2013 أن البحث حول فائدة وسلامة آلية تبادل المعلومات عن فقدان السمع الحسي العصبي المفاجئ مجهول السبب ذو نوعية رديئة ولا يمكن الاعتماد عليه لدعم استخدامها.[147]
- وجدت مراجعة كوكرين عام 2013 أدلة غير حاسمة على أن الأدوية العشبية الصينية تقلل من شدة الأكزيما.[148]
- يستخدم الزنجبيل في الطب التقليدي ، والذي أظهر خصائص مضادة للالتهابات في التجارب المعملية ، لعلاج الروماتيزم والصداع ومشاكل الجهاز الهضمي والجهاز التنفسي ، على الرغم من عدم وجود دليل قاطع يدعم هذه الاستخدامات.[149]
- لم تجد مراجعة كوكرين في عام 2012 أي فرق في معدل الوفيات بين 640 مريضًا بالسارس عندما تم استخدام الأعشاب الصينية جنبًا إلى جنب مع الطب الغربي مقابل الطب الغربي لوحده ، على الرغم من أنهم استنتجوا أن بعض الأعشاب قد تكون قد حسنت الأعراض وقللت جرعات الكورتيكوستيرويد.[150]
- وجدت مراجعة كوكرين 2012 أدلة غير كافية لدعم استخدام الطب الصيني التقليدي للأشخاص الذين يعانون من انسداد الأمعاء الدقيقة الالتصاقي.[151]
- وجدت مراجعة أجريت عام 2011 أدلة منخفضة الجودة تشير إلى أن آلية التبادل CHM تحسن أعراض متلازمة جوغرن.[152]
- وجدت مراجعة أجريت عام 2010 أن الطب الصيني التقليدي يبدو فعالاً في علاج الألم العضلي الليفي ولكن لم تكن هناك منهجية دقيقة بشكل كاف لدعم النتائج.[153]
- وجدت مراجعة كوكرين لعام 2008 أدلة واعدة على استخدام الأدوية العشبية الصينية في تخفيف ألم الدورة الشهرية ، لكن التجارب التي تم تقييمها كانت ذات جودة منهجية منخفضة بحيث لا يمكن استخلاص استنتاج حول ملاءمة العلاجات كخيار علاجي موصى به.[153]
- استخدم الكركم في الطب الصيني التقليدي لعدة قرون لعلاج الحالات المختلفة. وهذا يشمل اليرقان واضطرابات الكبد والروماتيزم وفقدان الشهية وجروح السكري ومضاعفات الدورة الشهرية. تُعزى معظم آثاره إلى الكركمين. الأبحاث التي أظهرت أن الكركمين يظهر أنشطة قوية مضادة للالتهابات ومضادات الأكسدة قد حرضت على القيام دراسات حول إمكانية الوقاية من السرطان والأمراض الالتهابية وعلاجها. كما أنه يعرض تأثيرات مناعية.[154]
- وجدت مراجعة كوكرين لعام 2005 أدلة غير كافية لاستخدام الطب الصيني العشبي في الأشخاص المصابين بفيروس نقص المناعة البشرية والأشخاص المصابين بالإيدز.[155]
- وجدت مراجعة كوكرين لعام 2010 أدلة غير كافية لدعم استخدام المنتجات العشبية الصينية التقليدية (THCP) في علاج الذبحة الصدرية.[156]
- لم تجد مراجعة كوكرين لعام 2010 أي دليل يدعم استخدام TCHM لوقف النزيف من البواسير. كان هناك بعض الأدلة الضعيفة على تخفيف الآلام.[157]

### بحوث الأدوية

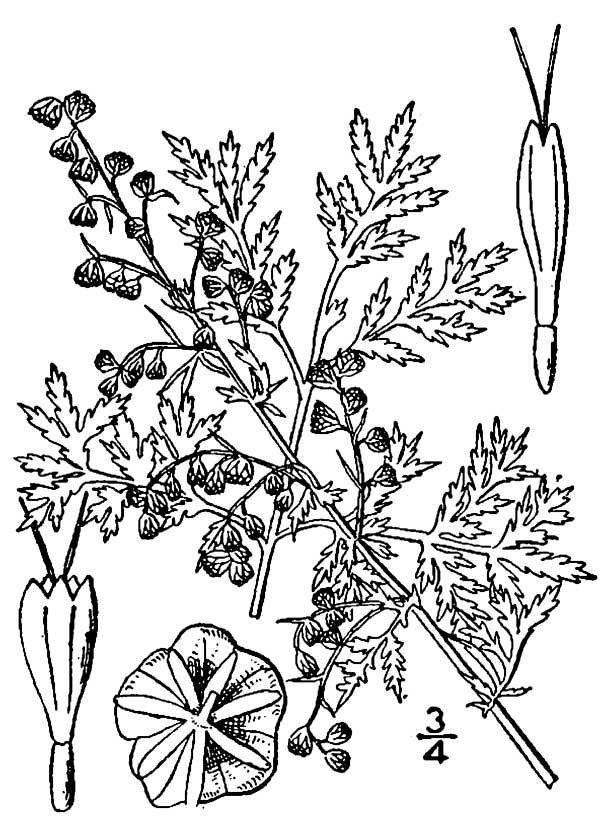
يستخدم Artemisia annua تقليديا لعلاج الحمى. لقد وجد أن له خصائص مضادة للملاريا.

مع التركيز على السوق الصينية الهائلة ، استكشفت شركات الأدوية إمكانية إنشاء عقاقير جديدة من العلاجات التقليدية. وصفت مقالة افتتاحية في مجلة Nature الطب الصيني التقليدي بأنه «محفوف بالعلوم الزائفة»، وذكرت أن «عدم وجود آلية عقلانية للتأثير لمعظم علاجاتها» هي «الإجابة الأكثر وضوحًا» عن سبب عدم توفير دراستها لـ «طوفان من العلاجات»، بينما أجاب المدافعون أن «الباحثين يفتقدون إلى جوانب من الفن ، ولا سيما التفاعلات بين المكونات المختلفة في العلاجات التقليدية».
كان أحد النجاحات هو تطوير عقار الأرتيميسينين المضاد للملاريا في سبعينيات القرن الماضي ، وهو عبارة عن مستخلص معالج من نبات Artemisia annua ، وهو عشب يستخدم تقليديًا كعلاج للحمى. تم استخدام Artemisia annua من قبل المعالجين بالأعشاب الصينيين في الأدوية الصينية التقليدية لمدة 2000 عام. في عام 1596، أوصى Li Shizhen بشرب الشاي المصنوع من qinghao خصيصًا لعلاج أعراض الملاريا. اكتشف الباحث Tu Youyou أن عملية الاستخلاص في درجات حرارة منخفضة يمكن أن تعزل مادة فعالة مضادة للملاريا من النبات. تقول تو إنها تأثرت بمصدر طب الأعشاب الصيني التقليدي ، كتيب الوصفات الطبية للعلاجات الطارئة ، الذي كتبه جي هونغ عام 340، والذي ينص على أن هذه العشبة يجب أن تنقع في الماء البارد. المادة المستخلصة ، التي خضعت لعمليات إزالة السموم والتنقية ، هي دواء مضاد للملاريا  - وجدت مراجعة عام 2012 أن العلاجات التي تحتوي على مادة الأرتيميسينين كانت أكثر الأدوية فعالية لعلاج الملاريا. حصلت تو على جائزة نوبل في علم وظائف الأعضاء أو الطب لعام 2015 عن عملها في الملاريا. على الرغم من الجهود العالمية المبذولة لمكافحة الملاريا ، فإنها لا تزال تشكل عبئًا كبيرًا على السكان. على الرغم من أن منظمة الصحة العالمية توصي باستخدام العلاجات التي تحتوي على مادة الأرتيميسينين لعلاج الملاريا غير المختلطة ، لم يعد من الممكن تجاهل مقاومة مادة الأرتيميسينين.
في السبعينيات أيضًا ، قام الباحث الصيني Zhang TingDong وزملاؤه بالتحقيق في الاستخدام المحتمل لمادة ثالث أكسيد الزرنيخ المستخدمة تقليديًا لعلاج ابيضاض الدم النقوي الحاد (APL). بناءً على عمله ، أدت الأبحاث في كل من الصين والغرب في النهاية إلى تطوير عقار Trisenox ، والذي تمت الموافقة عليه لعلاج سرطان الدم من قبل إدارة الغذاء والدواء في عام 2000.
يخضع Huperzine A ، وهو مستخلص من عشبة Huperzia serrata ، للبحث الأولي كعلاج محتمل لمرض الزهايمر ، لكن الجودة المنهجية الضعيفة للبحث تقيد الاستنتاجات حول فعاليته.
يعرف الايفيدرين في شكله الطبيعي باسم má huáng (麻黄) في الطب الصيني التقليدي ، وقد تم توثيقه في الصين منذ عهد أسرة هان (206 قبل الميلاد - 220 م) كمضاد للربوومنبه. في عام 1885، تم إنجاز التركيب الكيميائي للإيفيدرين لأول مرة بواسطة الكيميائي العضوي الياباني ناجاي ناجايوشي بناءً على أبحاثه حول الأدوية العشبية اليابانية والصينية التقليدية.
تم توثيق Pien tze huang لأول مرة في عهد أسرة Ming .

### جدوى التكلفة
وجدت مراجعة منهجية عام 2012 أن هناك نقصًا في أدلة جدوى التكلفة المتاحة في الطب الصيني التقليدي.

### السلامة

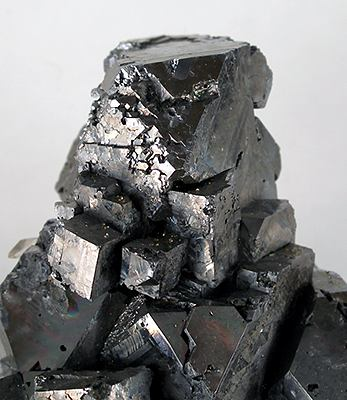
Galena (خام الرصاص) هو جزء من الطب الصيني التقليدي التاريخي. تعتبر ممارسات الطب الصيني التقليدي القياسية أن الأعشاب المحتوية على الرصاص قد عفا عليها الزمن.

منذ أقدم السجلات المتعلقة باستخدام المركبات حتى اليوم ، تم وصف سمية بعض المواد في جميع الأدوية الصينية. منذ أن أصبح الطب الصيني التقليدي أكثر شيوعًا في العالم الغربي ، هناك مخاوف متزايدة بشأن السمية المحتملة للعديد من النباتات الصينية التقليدية وأجزاء الحيوانات والمعادن. العلاجات العشبية الصينية التقليدية متاحة بسهولة في متاجر البقالة في معظم الأحياء الصينية ؛ قد تحتوي بعض هذه العناصر على مكونات سامة ، ويتم استيرادها إلى الولايات المتحدة بشكل غير قانوني ، وترتبط بادعاءات تتعلق بفوائد علاجية دون دليل. بالنسبة لمعظم المركبات ، يعتمد اختبار الفعالية والسمية على المعرفة التقليدية بدلاً من التحليل المختبري. يمكن تأكيد السمية في بعض الحالات عن طريق البحث الحديث (كما في العقرب) ؛ في بعض الحالات لا يمكن (كما في Curculigo). يمكن أن تحتوي الأدوية العشبية التقليدية على مواد كيميائية شديدة السمية ومعادن ثقيلة وسموم تتكون بشكل طبيعي ، والتي يمكن أن تسبب المرض أو تفاقم الوضع الصحي الموجود مسبقًا أو تؤدي إلى الموت. يمكن أن يتسبب الارتكاس للنباتات في حدوث تفاعلات سامة لدى البشر. تغير وصف بعض النباتات المستخدمة في الطب الصيني التقليدي ، مما أدى إلى تسمم غير مقصود بالنباتات الخطأ. ومن دواعي القلق أيضًا الأدوية العشبية الملوثة بالكائنات الحية الدقيقة والسموم الفطرية ، بما في ذلك الأفلاتوكسين. تتلوث الأدوية العشبية التقليدية أحيانًا بالمعادن الثقيلة السامة ، بما في ذلك الرصاص والزرنيخ والزئبق والكادميوم ، مما يؤدي إلى مخاطر صحية خطيرة على المستهلكين. كما تم الإبلاغ عن غش بعض مستحضرات الأدوية العشبية بالأدوية التقليدية مما قد يؤدي إلى آثار ضائرة خطيرة ، مثل الكورتيكوستيرويدات، والفينيل بوتازون، والفينيتوين، والجليبنكلاميد.
المواد المعروفة بأنها قد تكون خطرة تشمل الأقونيطن ، إفرازات العلجوم الآسيوي ، مسحوق الحريش ،  الخنفساء الصينية (Mylabris phalerata) ،  بعض الفطريات ،  Aristolochia ،  كبريتيد الزرنيخ (ريجار) ،  كبريتيد الزئبق ،  و زنجفر. يستخدم خام الأسبستوس (أكتينوليت، يانغ تشي شي ، 阳 起 石) لعلاج العجز الجنسي في الطب الصيني التقليدي. نظرا لمحتوى غالينا (ليثارج، الرصاص (II) أكسيد) محتوى الرصاص المرتفع، فمن المعروف أن تكون سامة. تم اكتشاف الرصاص والزئبق والزرنيخ والنحاس والكادميوم والثاليوم في منتجات الطب الصيني التقليدي المباعة في الولايات المتحدة والصين.
لتجنب الآثار الضارة السامة ، يجب معالجة Xanthium sibiricum . الكبد تم الإبلاغ عن سمية كبدية للمنتجات التي تحتوي على Reynoutria multiflora (مرادف بوليغونوم مولتيفلوروم)، خلاصة العرقسوس ، الشيخة؛ زهرة الشيخ و سمفوطن . تشمل الأعشاب المشار إليها على أنها سامة للكبد Dictamnus dasycarpus و Astragalus الغشائي و Paeonia lactiflora . خلافًا للاعتقاد الشائع ، يبدو أن مستخلص فطر جانوديرما لوسيدوم ، كمساعد للعلاج المناعي للسرطان ، لديه قدرة سمية. اقترحت مراجعة عام 2013 أنه على الرغم من أن عشب مضاد الملاريا Artemisia annua قد لا يسبب سمية كبدية أو سمية دموية أو فرط شحميات الدم ، يجب استخدامه بحذر أثناء الحمل بسبب خطر محتمل للتسمم الجنيني بجرعة عالية.
ومع ذلك ، فإن العديد من ردود الفعل السلبية ناتجة عن سوء استخدام الطب الصيني. على سبيل المثال ، يمكن أن يؤدي سوء استخدام المكمل الغذائي الإيفيدرا (الذي يحتوي على الإيفيدرين) إلى أحداث سلبية بما في ذلك مشاكل الجهاز الهضمي وكذلك الموت المفاجئ من اعتلال عضلة القلب. تعتبر المنتجات المغشوشة بالمستحضرات الصيدلانية من أجل إنقاص الوزن أو ضعف الانتصاب أحد الشواغل الرئيسية. لطالما كان طب الأعشاب الصيني سببًا رئيسيًا لفشل الكبد الحاد في الصين.

## الوخز بالإبر

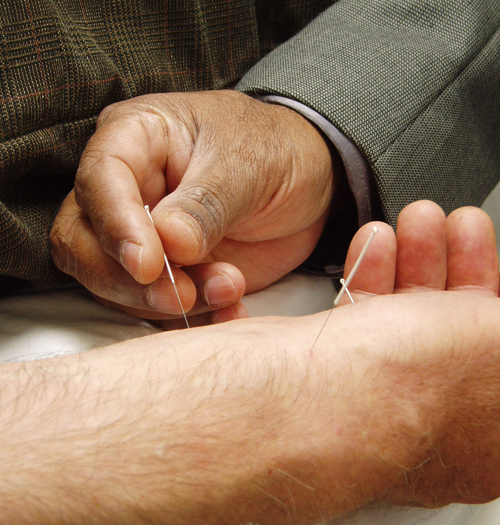
إدخال الإبر في الجلد

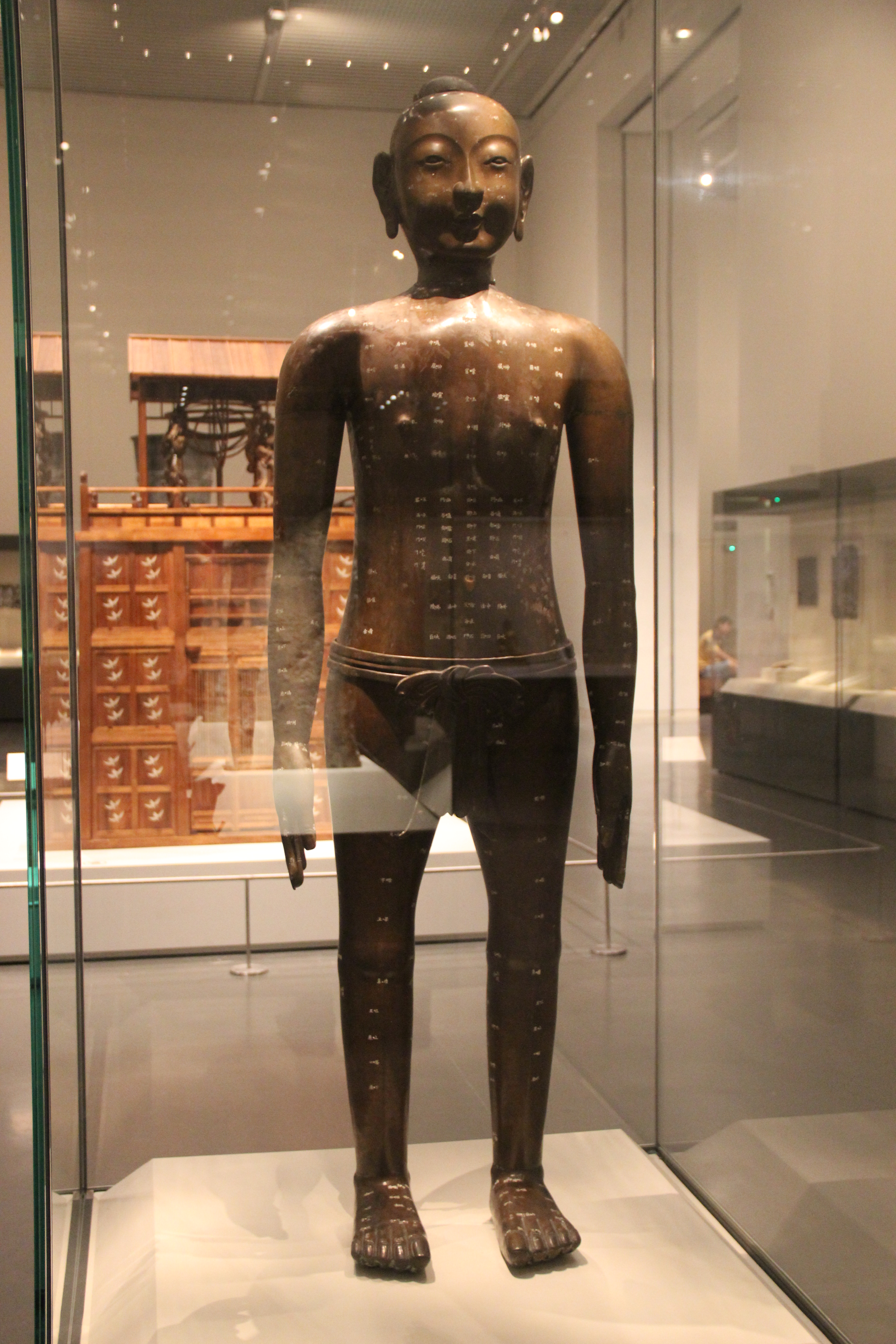
تمثال من البرونز للوخز بالإبر من عهد أسرة مينغ يُعرض داخل متحف

الوخز بالإبر هو إدخال إبر في البنى السطحية للجسم (الجلد والأنسجة تحت الجلد والعضلات) - عادة في نقاط الوخز بالإبر (نقاط الوخز بالإبر) - ومعالجتها اللاحقة ؛ بهدف التأثير على تدفق تشي. وفقًا لـ TCM ، فإنه يخفف الألم ويعالج (ويمنع) الأمراض المختلفة. تصنف إدارة الغذاء والدواء الأمريكية إبر الوخز بالإبر أحادية الاستخدام كأجهزة طبية من الدرجة الثانية ، بموجب CFR 21.
في الوخز الكهربائي، يتم تطبيق التيار الكهربائي إلى الإبر مرة واحدة يتم إدراجها، لمواصلة تحفيز نقاط الوخز بالإبر منها.

### فعالية
وجدت افتتاحية 2013 من قبل ستيفن ب.نوفيلا وديفيد كولكوهون أن عدم اتساق نتائج دراسات الوخز بالإبر (أي الوخز بالإبر يخفف الألم في بعض الحالات ولكن ليس له تأثير في حالات أخرى مشابهة جدًا) يشير إلى نتائج إيجابية خاطئة، والتي قد تكون ناجمة عن عوامل مثل تصاميم الدراسة المتحيزة ، وسوء التعمية ، وتصنيف الإبر المكهربة (نوع من TENS) كشكل من أشكال الوخز بالإبر. اقترحت الافتتاحية نفسها أنه نظرًا لعدم القدرة على العثور على نتائج متسقة على الرغم من إجراء أكثر من 3000 دراسة للوخز بالإبر ، يبدو أن العلاج هو تأثير وهمي والنتائج الإيجابية الملتبسة الحالية هي ضوضاء يتوقع المرء رؤيتها بعد إجراء عدد كبير من الدراسات على العلاج الخامل. خلصت الافتتاحية إلى أن أفضل الدراسات المضبوطة أظهرت نمطًا واضحًا ، حيث لا تعتمد النتيجة على موضع الإبرة أو حتى إدخال الإبرة ، وبما أن «هذه المتغيرات هي تلك التي تحدد الوخز بالإبر ، فإن الاستنتاج المعقول الوحيد هو أن الوخز بالإبر لا يعمل.»  وفقًا لمعهد NIH الوطني للسرطان بالولايات المتحدة ، أفادت مراجعة أجريت على 17922 مريضًا أن الوخز بالإبر الحقيقي يخفف من آلام العضلات والمفاصل الناتجة عن مثبطات الأروماتاز ، أفضل بكثير من الوخز بالإبر الوهمي. فيما يتعلق بمرضى السرطان ، ينص المعهد الوطني للسرطان التابع للمعهد الوطني للصحة بالولايات المتحدة على أن الوخز بالإبر قد يسبب استجابات جسدية في الخلايا العصبية والغدة النخامية والدماغ - حيث يطلق البروتينات والهرمونات والمواد الكيميائية التي يُقترح أن تؤثر على ضغط الدم ودرجة حرارة الجسم والنشاط المناعي ، وإفراز الإندورفين.
خلص التحليل التلوي لعام 2012 إلى أن آليات الوخز بالإبر «ذات صلة سريريًا ، لكن جزءًا مهمًا من هذه التأثيرات الإجمالية لا يرجع إلى المشكلات التي يعتبرها معظم أخصائيي الوخز بالإبر حاسمة ، مثل الموقع الصحيح للنقاط وعمق الوخز بالإبر. .. [لكن] ... مرتبط بمزيد من التأثيرات الوهمية أو السياق». وتعليقًا على هذا التحليل التلوي ، قال كل من Edzard Ernst و David Colquhoun إن النتائج كانت ذات أهمية إكلينيكية ضئيلة.
وجدت نظرة عامة عام 2011 على مراجعات كوكرين أدلة تشير إلى أن الوخز بالإبر فعال لبعض أنواع الألم وليس جميعها. وجدت مراجعة منهجية عام 2010 أن هناك دليلًا على أن «الوخز بالإبر يوفر تأثيرًا سريريًا قصير المدى عند مقارنته مع قائمة الانتظار أو عند إضافة الوخز بالإبر إلى تدخل آخر» في علاج آلام أسفل الظهر المزمنة. خلصت مقالتا مراجعة تناقشان فعالية الوخز بالإبر ، من 2008 و 2009، إلى أنه لا توجد أدلة كافية لاستنتاج أنها فعالة بما يتجاوز تأثير الدواء الوهمي.
الوخز بالإبر آمن بشكل عام عند إعطائه باستخدام تقنية الإبرة النظيفة (CNT). على الرغم من ندرة الآثار الضارة الخطيرة ، إلا أن الوخز بالإبر لا يخلو من المخاطر. تم الإبلاغ عن آثار ضائرة شديدة ، بما في ذلك الوفاة.

## توي نا

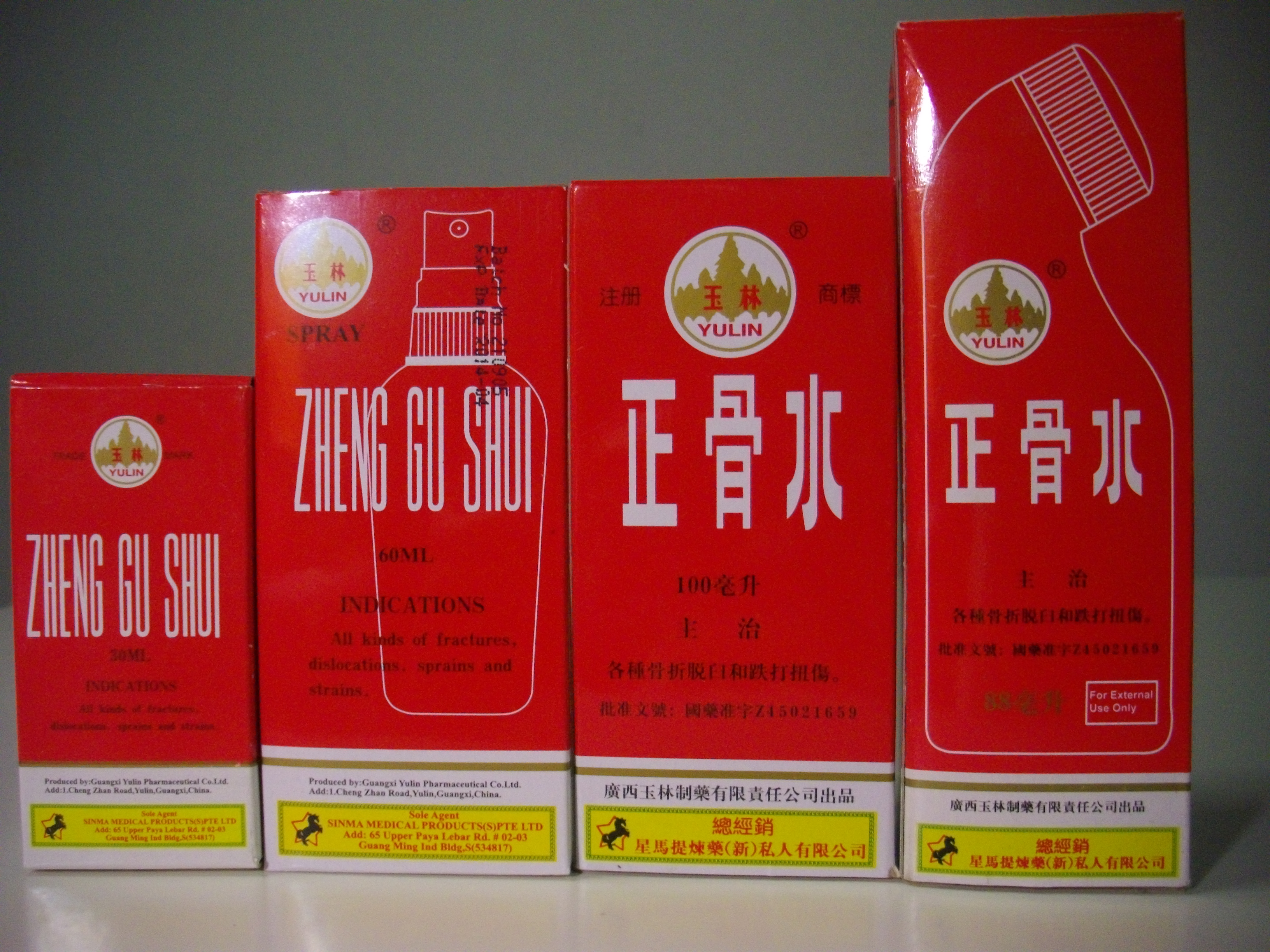
An example of a traditional Chinese medicine used in tui na

توي نا (推拿) هو شكل من أشكال التدليك يشبه العلاج بالابر (الذي نشأ منه شياتسو). عادة ما يتم إجراء التدليك الآسيوي على المريض بكامل ملابسه ، دون استخدام الشحوم أو الزيوت. قد تشمل التقنيات المستخدمة مكابس الإبهام ، والفرك ، والإيقاع ، والتمدد المساعد.

## كيغونغ
Qìgōng (气功؛氣功) هو نظام TCM للتمرين والتأمل يجمع بين التنفس المنظم والحركة البطيئة والوعي المركّز ، ويُزعم أنه ينمي qi ويوازنها. أحد فروع كيغونغ هو تدليك كيغونغ ، حيث يجمع الممارس بين تقنيات التدليك والوعي بقنوات ونقاط الوخز بالإبر.
Qi هو الهواء أو التنفس أو الطاقة أو مصدر الحياة البدائي الذي لا يتعلق بالمادة أو الروح. بينما Gong هي حركة ماهرة أو عمل أو تمرين qi.

### نماذج
- ني غونغ : الاستبطان والتأمل
- واي غونغ : الطاقة والحركة الخارجية
- Dong gong : ديناميكي أو نشيط
- جينغ غونغ : هادئ أو سلبي [207]

## علاجات أخرى

### الحجامة

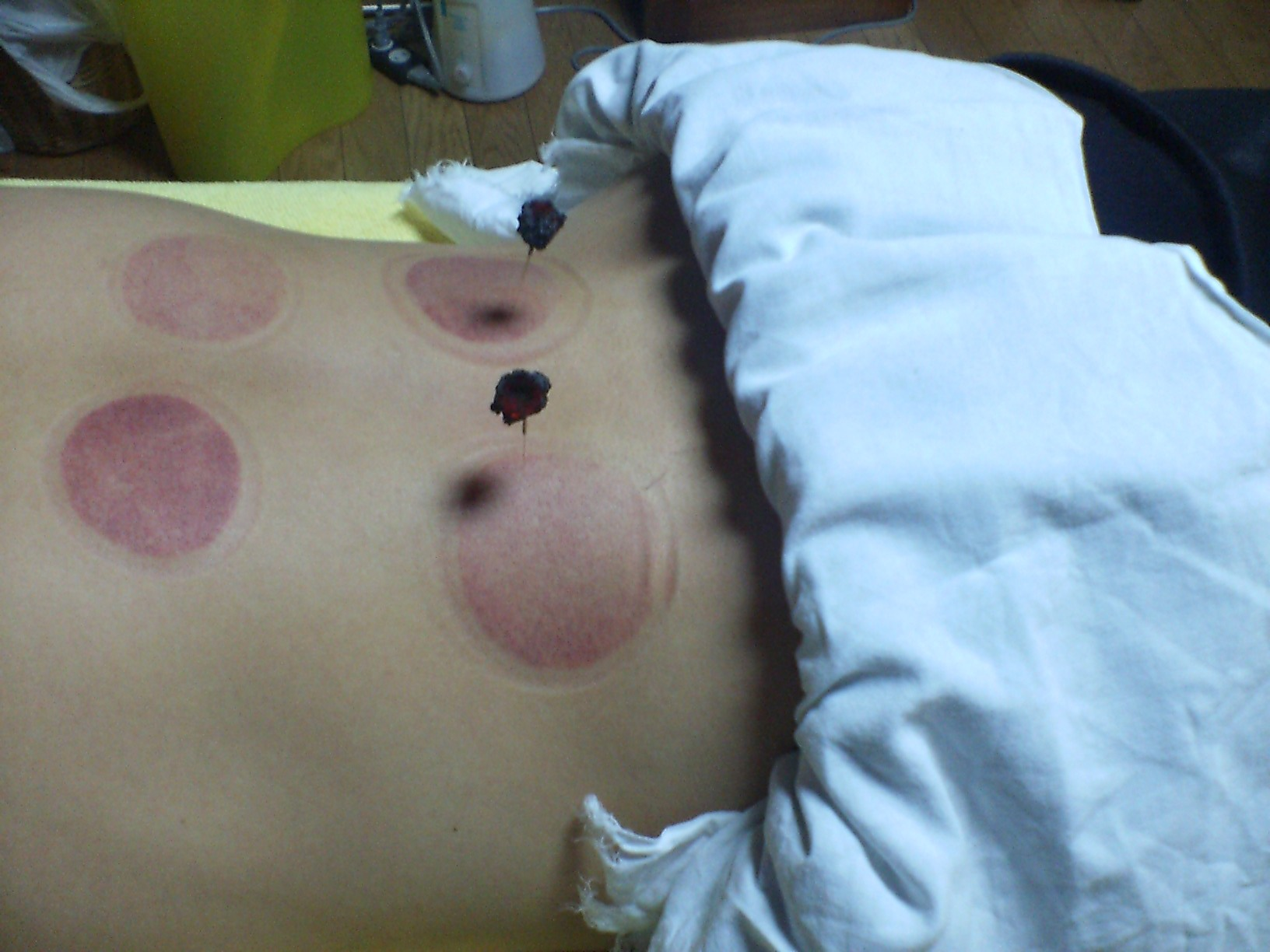
الوخز بالإبر والكي بعد الحجامة في اليابان

الحجامة (拔罐؛ báguàn) هي نوع من أنواع التدليك الصيني ، تتكون من وضع عدة «أكواب» زجاجية (كرات مفتوحة) على الجسم. يتم إشعال عود الثقاب ووضعه داخل الكوب ثم إزالته قبل وضع الكأس على الجلد. عندما يتم تسخين الهواء في الكوب ، يتمدد ، وبعد وضعه في الجلد ، يبرد ، مما يخلق ضغطًا أقل داخل الكوب مما يسمح للكوب بالالتصاق بالجلد عن طريق الشفط. عندما يقترن بزيت التدليك ، يمكن تحريك الأكواب حول الظهر ، مما يوفر «تدليك بالضغط العكسي».

### غوا شا
Gua sha (刮痧؛) هو الجَلْد بقطع من اليشم أو العظام أو أنياب الحيوانات أو القرون أو الأحجار الملساء ؛ حتى البقع الحمراء ثم تغطي الكدمات المنطقة التي يتم فيها ذلك. يُعتقد أن هذا العلاج مناسب لأي مرض تقريبًا.  تستغرق البقع الحمراء والكدمات من ثلاثة إلى عشرة أيام للشفاء ، وغالبًا ما يكون هناك بعض الألم في المنطقة التي تم علاجها.

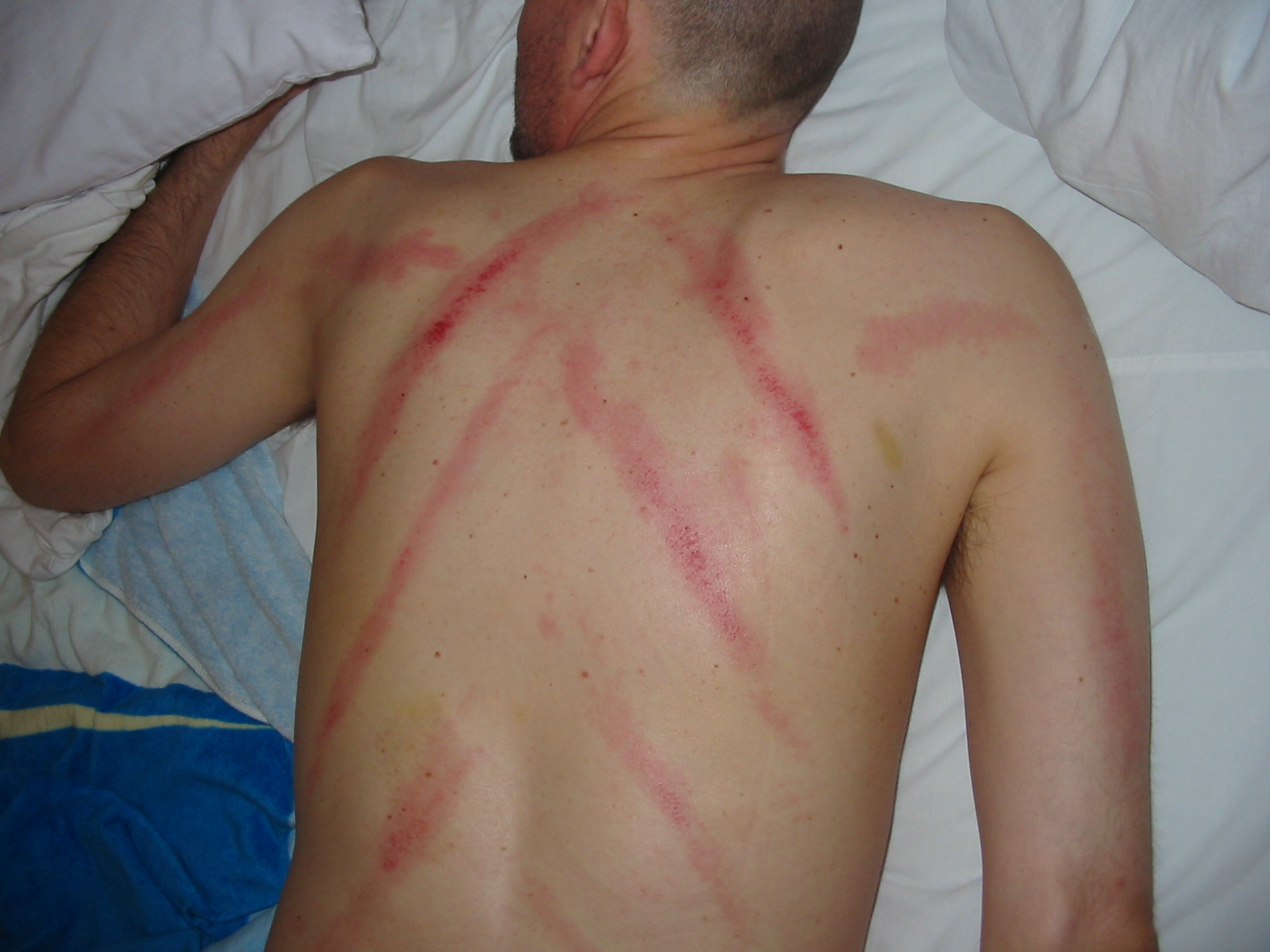
غوا شا

### داي دا
Diē-dá (跌打) أو Dit Da ، هي تقنية صينية تقليدية لتثبيت العظام ، يمارسها عادةً فناني الدفاع عن النفس الذين يعرفون جوانب الطب الصيني التي تنطبق على علاج الرضوض والإصابات مثل كسور العظام والالتواء والكدمات.  قد يستخدم بعض هؤلاء المتخصصين أيضًا أو يوصون بأنواع أخرى من العلاجات الطبية الصينية إذا كانت هناك إصابة خطيرة. مثل هذه الممارسة ليست شائعة في الغرب.

### العلاج بالطعام الصيني
الأحرف الصينية التقليدية陰و陽 للكلمات الين واليانغ على الترتيب؛ تدل على فئات مختلفة من الأطعمة، وأنه من المهم أن تستهلك منها بطريقة متوازنة.  يجب أن يلاحظ تسلسل الوجبة أيضًا هذه الفئات:
في المشرق ، من المعتاد تناول اليانغ قبل الين. حساء ميسو (يانغ - بروتين فول الصويا المخمر) لتناول الالإطار ؛ الأسماك النيئة (المزيد من بروتين اليانغ) ؛ ثم الخضار التي تمثل اليين.